# Campana

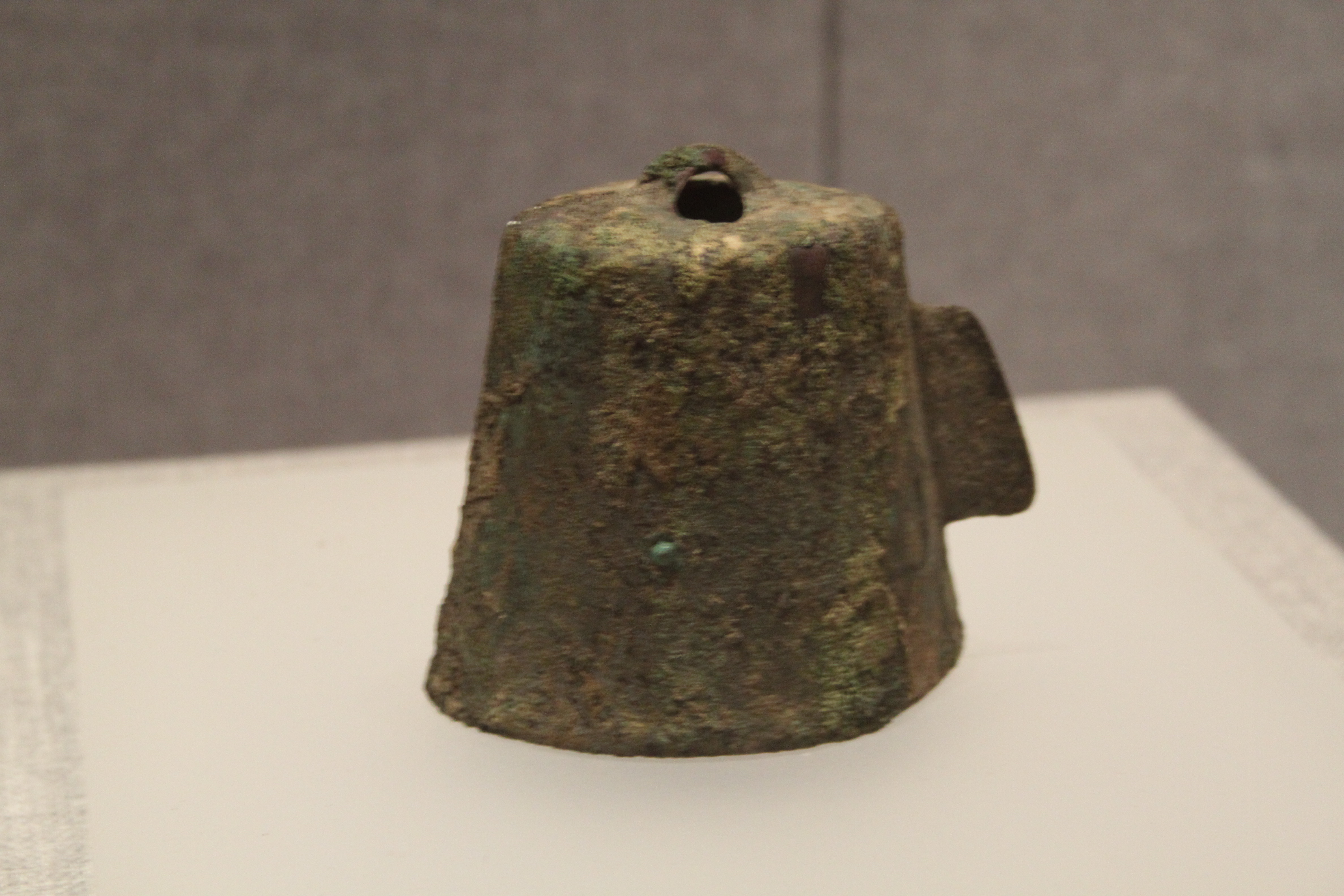
Campana di Erlitou 2000 a.C.

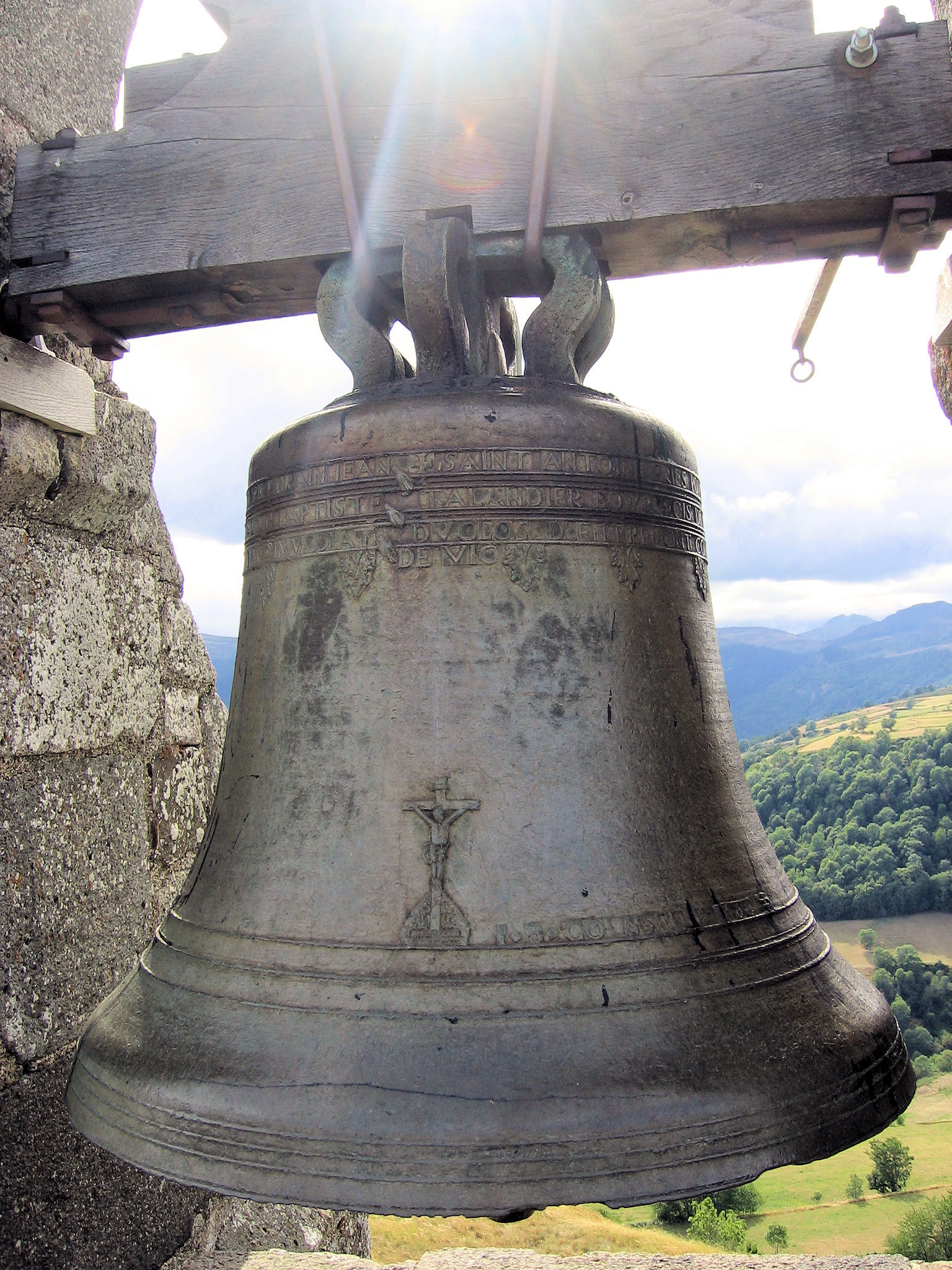
Campana della Chapelle Saint-Antoine a Chastel-sur-Murat, Cantal, Francia

La campana è uno strumento musicale, appartenente alla classe degli idiofoni a percussione diretta, definita come contenitori, suonati con un oggetto non sonoro, in cui la vibrazione è più debole vicino al vertice. Si differenziano dai gong, in cui invece la vibrazione è più forte vicino al vertice.
Nelle campane da chiesa il suono è prodotto generalmente dalla percussione di un pendolo di ferro dolce detto batacchio (o battaglio) sulle pareti interne della campana stessa. Per quanto riguarda lo strumento occidentale è solitamente in bronzo, ed è utilizzato nel mondo cristiano per scandire il tempo dai campanili delle chiese e come richiamo per funzioni, ricorrenze ed eventi riguardanti la comunità; viene suonato dai campanari.

## Etimologia

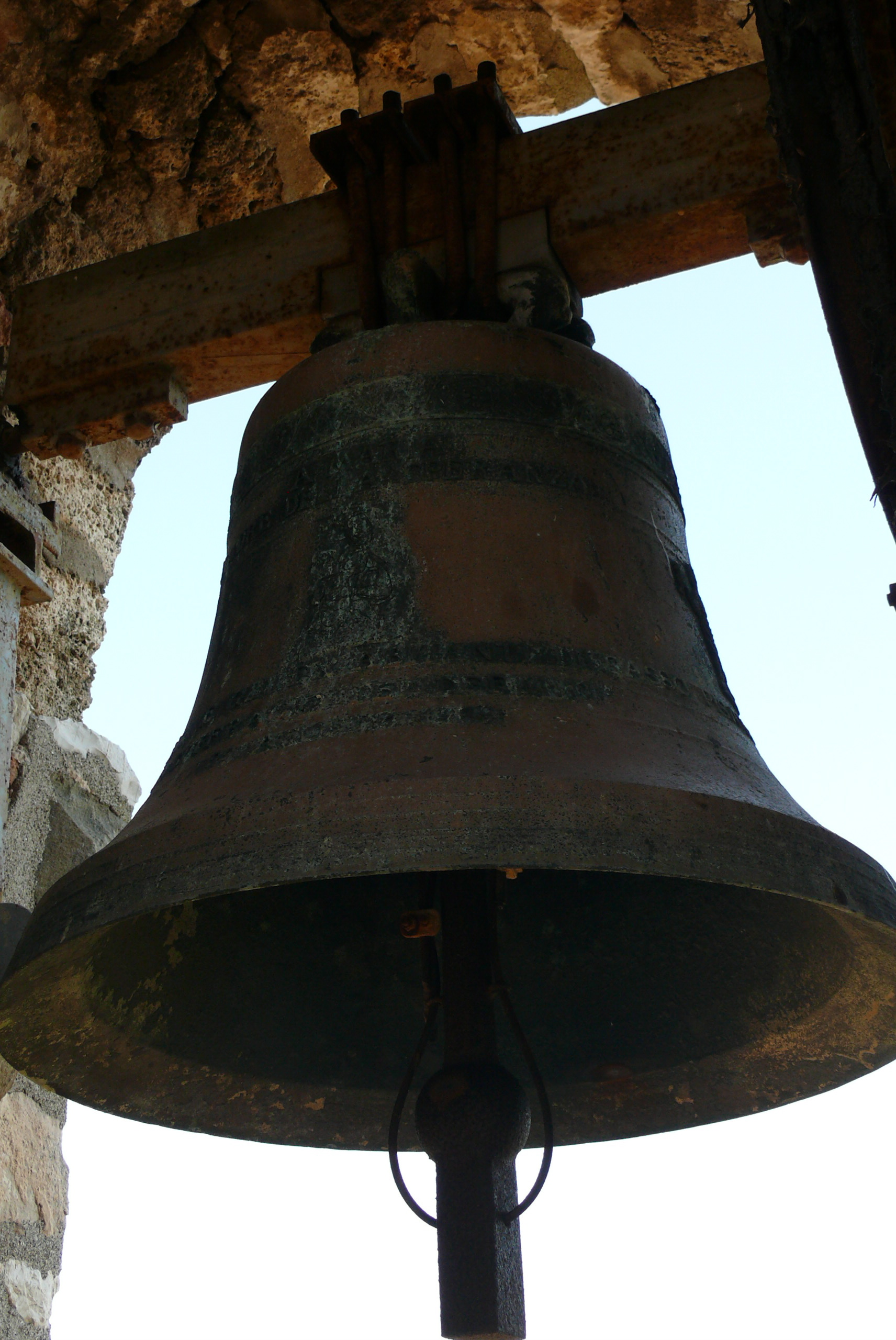
Campana della chiesa di Sasso Pisano

Il nome italiano "campana" deriverebbe dal latino vasa campana, espressione che indicava dei catini emisferici (crateri) in bronzo e poi in terracotta prodotti nella provincia romana di Campania. Per la similitudine di forma anche la campana che suona fu chiamata come il vaso.
In latino la campana era chiamata tintinnabulum, con riferimento al suo suono. L'insieme delle materie inerenti allo studio delle campane (storia, tecniche, musicologia, significati) è racchiusa nel neologismo campanologia.
Nel Medioevo, il grammatico inglese Giovanni di Garlandia azzardò una diversa spiegazione del nome, supponendo che venisse da "campo", perché i contadini che lavorano nei campi non conoscevano l'ora se non dal suono delle campane ("Campanae dicuntur a rusticis qui habitant in campo, qui nesciant judicare horas nisi per campanas").

## Storia

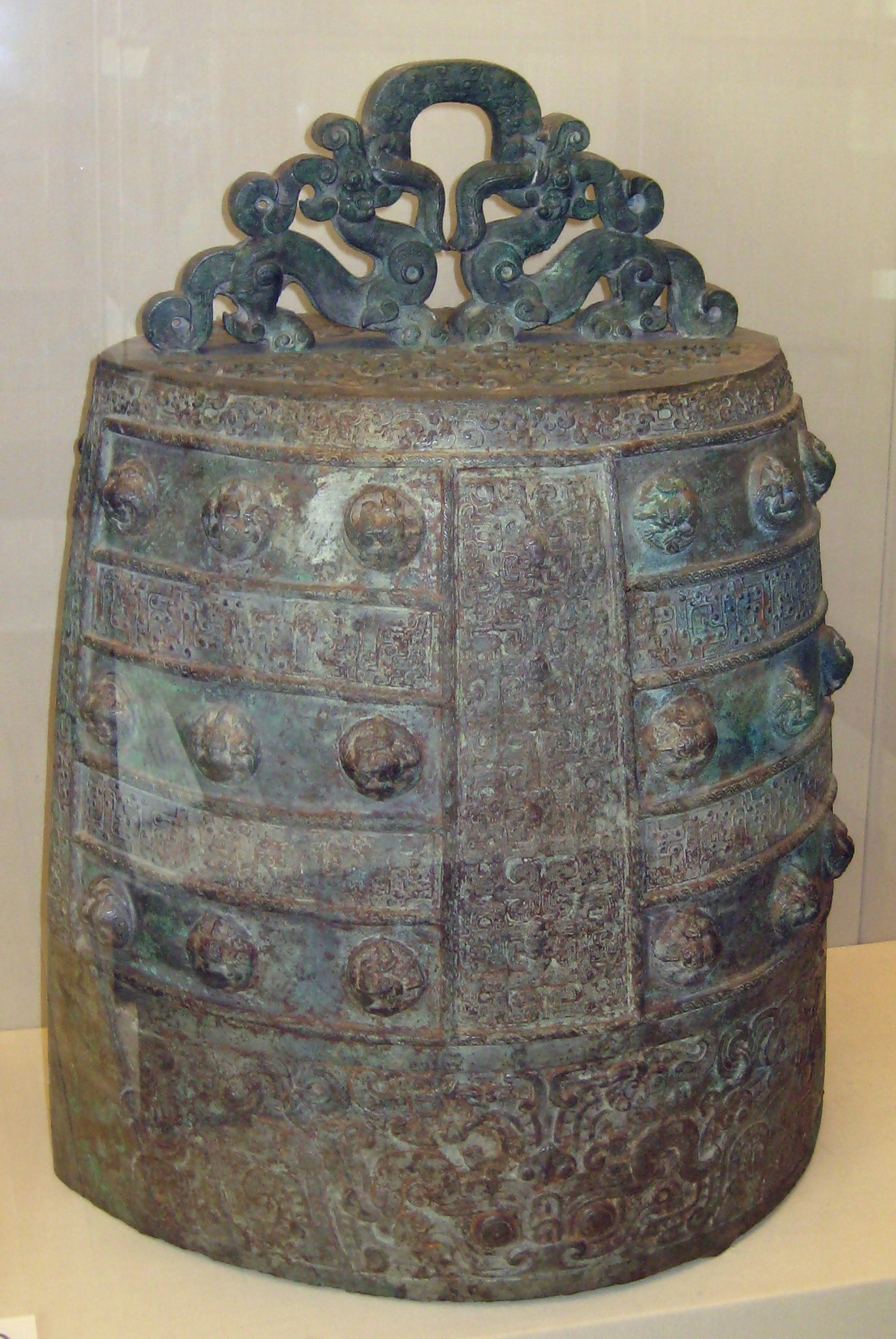
Campana cinese 400 a.C.esposta al British Museum

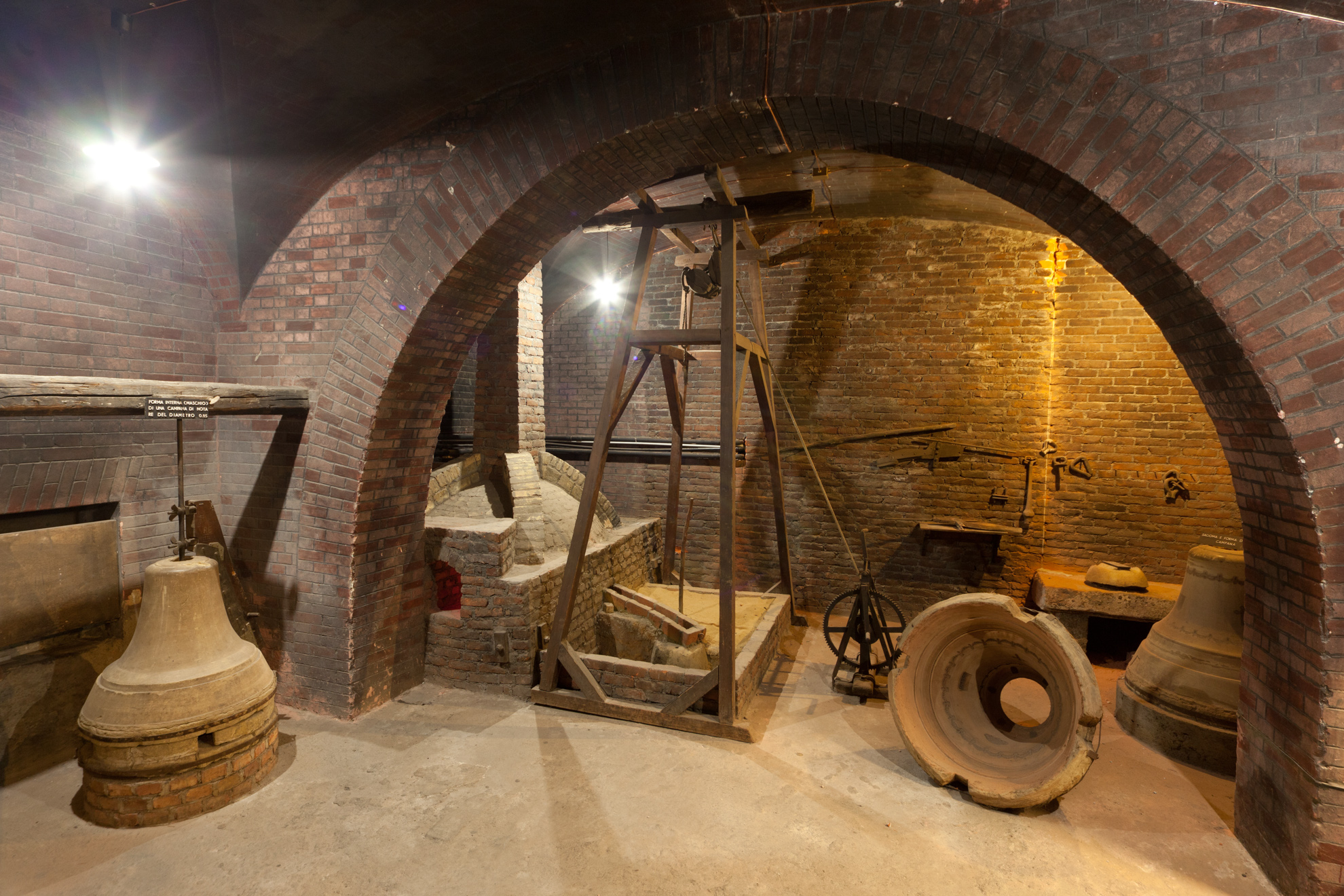
Bottega per la fusione di campane, fine XVII secolo - inizi XVIII secolo. Museo nazionale della scienza e della tecnologia Leonardo da Vinci, Milano.

Il modello organologico campana è diffuso in moltissime culture, a partire dalla preistoria, tuttavia sembra che le più antiche campane, così come oggi le intendiamo nel mondo occidentale, risalgano alla Cina di alcuni millenni prima di Cristo.
Secondo una leggenda, la campana con battacchio interno sarebbe un'invenzione italiana, introdotta da san Paolino vescovo di Nola nel V secolo, anche se non vi è nessun documento che attesti la paternità dell'invenzione al Santo. In ogni caso, solo nell'VIII-IX secolo le chiese e le pievi incominciano a essere dotate di campane e sorgono i primi campanili, diffusi sempre più dopo l'anno Mille.
Col tempo si va affinando anche l'arte dei fonditori e le differenze di suono fra un paese e l'altro: nascono così segnali associati alle campane e codificati dalla popolazione che durano ancora oggi.

## Benedizione della campana
(San Giovanni Paolo II, discorso pronunciato nella Parrocchia di Nostra Signora del Rosario in Roma)

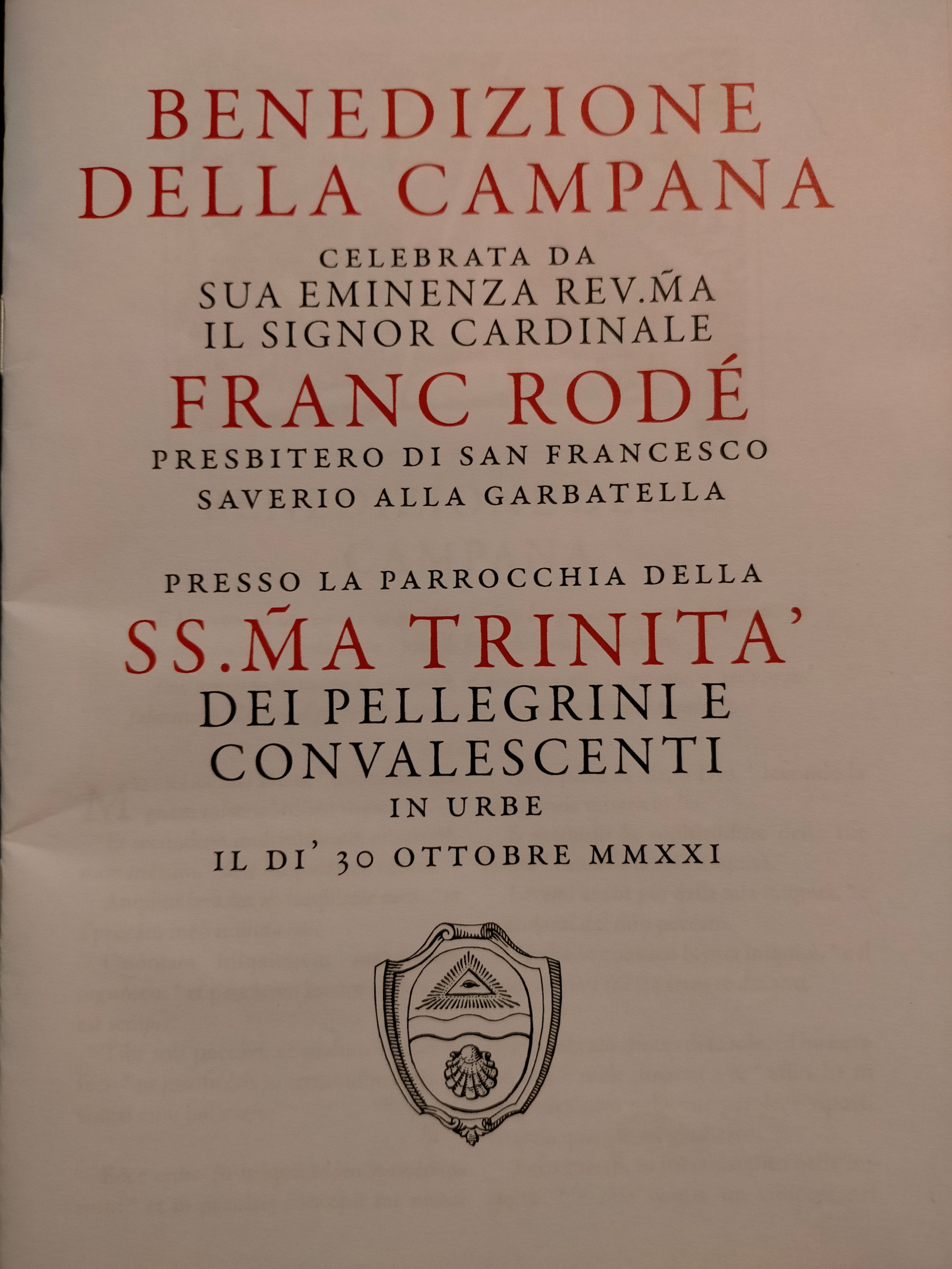
Frontespizio dell'estratto del Pontificale Romanum per la benedizione di una campana compiuta dal cardinal Franc Rodé.

Nel rito romano antico il Pontificale Romanum prevede che la benedizione delle campane sia riservata a un vescovo o a un suo delegato. Quando il vescovo benedice la campana, segue il rito descritto dallo stesso Pontificale romanum, quando invece la benedizione è delegata a un sacerdote, il rito è contenuto nel Rituale romanum.
Il vescovo è rivestito di amitto, camice, cingolo, stola e piviale bianchi e mitra semplice. Tenendo in mano il pastorale si avvicina alla campana, quindi si siede sul faldistorio e intona il salmo 50, il salmo 53, il salmo 66, il salmo 69, il salmo 86 e il salmo 129. Terminati i salmi si alza e tenendo il pastorale benedice il sale; quindi depone il pastorale e la mitra e pronuncia l'orazione sul sale; riprende mitra e pastorale, benedice l'acqua e deposti nuovamente mitra e pastorale pronuncia le orazioni sull'acqua. A questo punto il vescovo mette il sale nell'acqua, compiendo un disegno a forma di croce e pronuncia l'orazione sulla commistione. Terminata la benedizione dell'acqua, indossando la mitra, lava la campana, bagnandone l'apertura con un aspersorio di issopo, sia all'esterno sia all'interno, quindi torna al faldistorio, mentre due chierici proseguono il lavaggio della campana, bagnandola tutta e asciugandola poi con un telo di lino, ripetendo lo stesso ordine con cui il vescovo l'ha lavata. Dopo il lavaggio, il cerimoniere segna con il gesso una croce vicino al centro della campana, per indicare il luogo in cui deve avvenire la prima unzione, poi segna altre sette croci all'esterno della campana presso l'apertura, a uguale distanza tra loro e altre quattro croci all'interno. Il vescovo al faldistorio canta il salmo 145, il salmo 146, il salmo 147, il salmo 148, il salmo 149 e il salmo 150. Dopo aver cantato i salmi, si alza indossando la mitra e compie la prima unzione con il pollice che ha intinto nell'Olio degli infermi. Poco prima dell'unzione il cerimoniere cancella con un panno il segno di croce che aveva tracciato con il gesso. Dopo essersi pulito il pollice con il cotone, il vescovo toglie la mitra e pronuncia un'orazione, quindi asterge con un panno di lino il segno di croce fatto con l'olio santo. Intona poi l'antifona Vox Domini che precede il salmo 28. Si ripete l'antifona. Nel frattempo il vescovo compie sette segni di croce sull'esterno della campana con l'olio degli infermi e altre quattro all'interno con il sacro crisma. Pronuncia una breve formula per ognuna croce tracciata: «Sanctificetur et consecretur, Domine, signum istud. In nomine Patris, et Filii, et Spiritui Sancti. In honorem N.. Pax tibi.» A ogni campana infatti si dà un nome, in genere di un santo, e la formula menziona il santo da cui la campana prende il nome. Tolta la mitra il vescovo pronuncia un'orazione. Poi si siede con la mitra, si lava le mai e si pulisce il pollice con una mollica di pane e limone. Mette quindi in un braciere timo, incenso e mirra. Il braciere viene collocato sotto la campana, in modo che il fumo fluisca all'interno. Nel frattempo il coro canta l'antifona Deus in sancto e il salmo 76. Finito il salmo, il vescovo toglie la mitra e prende il pastorale, il diacono dopo aver ricevuto la benedizione del vescovo canta il Vangelo. Terminato il canto del Vangelo, il vescovo bacia il libro portatogli dal suddiacono. Quindi fa un segno di croce sulla campana e poi la suona per la prima volta con un martello.
Il Rituale romanum prevede lo stesso rito, ma il sacerdote è vestito solo di cotta e stola e non siede al faldistorio.
Inoltre il Rituale romanum contiene una benedizione per la fusione della campana, che si svolge come segue. Si recita il salmo 150, quindi il Pater noster, un breve responsorio e l'orazione, in cui si menziona il nome del santo o della santa a cui la campana verrà dedicata, la benedizione si conclude con l'aspersione con acqua benedetta del metallo fuso.
Dopo la riforma liturgica del rito romano la benedizione delle campane è stata molto semplificata.

## Dimensioni, suono e nota

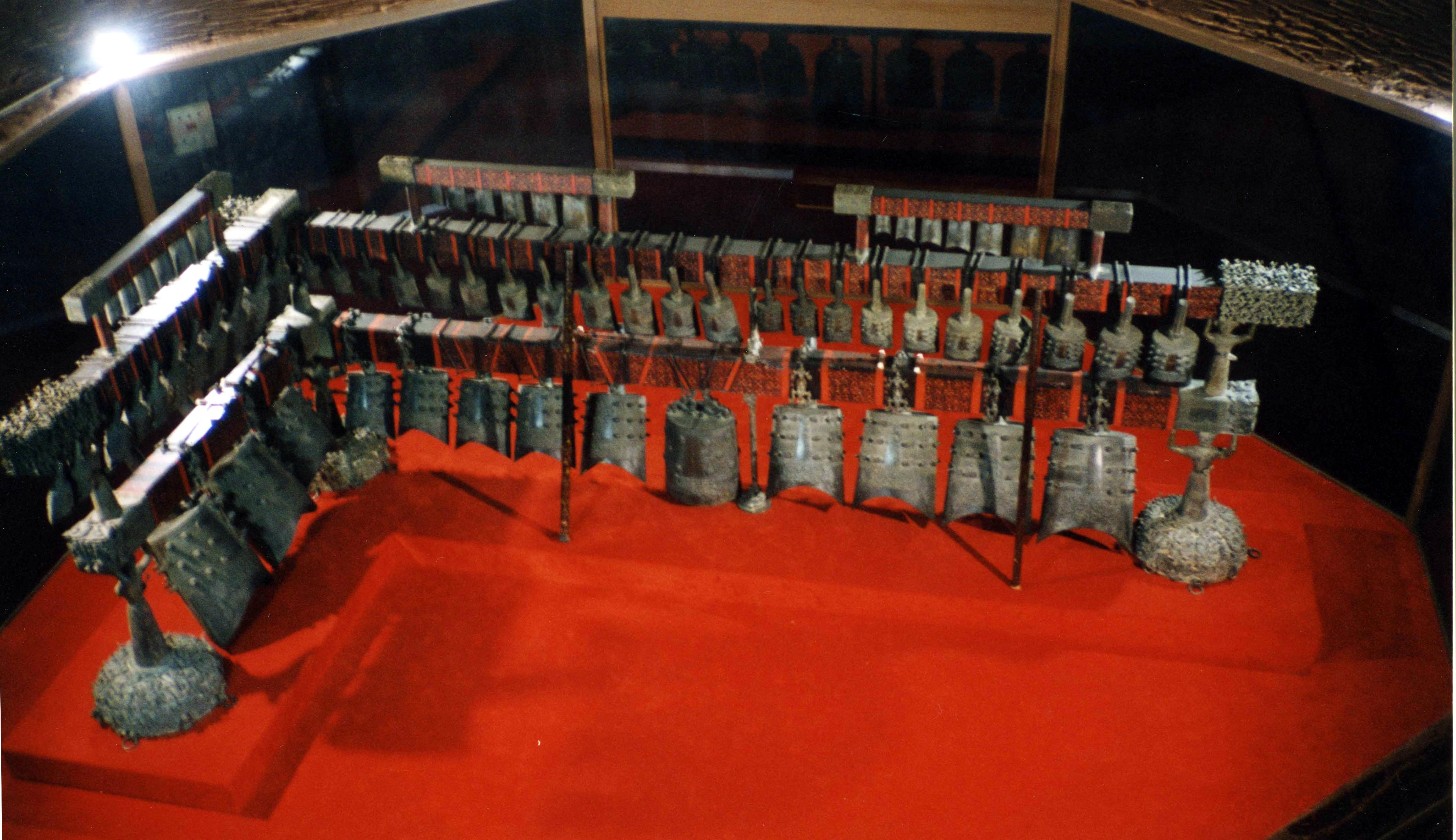
Campane cinesi biānzhōng in bronzo dai primi Stati Combattenti. Tomba del marchese Yĭ di Zēng

Il suono di una campana è strettamente legato a un complesso equilibrio di spessori che determinano il profilo della campana. Gli spessori formano, assieme alla nota fondamentale e ai suoni parziali, il suono della campana. La nota, invece, è determinata dal volume del vaso sonoro: più grande è la campana più grave sarà la nota; più piccola è la campana e più acuta sarà la nota.
Esistono diverse tipologie di campane a seconda dello spessore, della nota e della forma. Il profilo, che prende il nome di "sagoma", può essere diverso (ad esempio) a seconda delle esigenze del luogo nel quale la nuova campana sarà collocata e delle varie epoche storiche. Esistono "sagome leggere" e "sagome pesanti" usate dai diversi fonditori.
Il maggiore peso, e quindi il maggior spessore, permette una maggiore e prolungata vibrazione dello strumento oltre che un maggiore sostegno dei "toni parziali", soprattutto quelli di "ottava inferiore" e di "terza maggiore", che devono essere presenti in ogni campana.
In genere la campana in proporzione più pesante risulta avere un suono in generale più caldo e più gradevole, mentre una campana "leggera" è talvolta stridente e spiacevole all'orecchio.
Una buona campana può arrivare a emettere fino a cinquanta "toni parziali", ma i più importanti e soprattutto i più riconoscibili sono (rispetto alla nota fondamentale): parziale di "Prima", di "Terza" (che può essere maggiore o minore), "Quinta" (che può essere diminuita), "Ottava Superiore" e "Ottava Inferiore".

## Funzioni e segnali
Ecco elencati i principali segnali (che possono variare da zona a zona) legati alla vita religiosa e civile:
Campane di edifici religiosi (seguono l'anno liturgico)
- Annuncio di una Santa Messa: a seconda delle regioni e delle zone o delle feste: una o più volte 60, 45, 30, 15, 5  minuti prima della celebrazione o all'inizio della celebrazione stessa;
- Angelus Domini ("Ave Maria"): suono quotidiano ripetuto al mattino, a mezzogiorno e al tramonto;
- Agonia del Signore (in alcuni luoghi): tutti i venerdì alle 15, ad eccezione dei venerdì in cui cadano feste o solennità;
- Matrimoni, sacramenti, funerali, feste patronali, processioni, solennità, tridui e tutte le vigilie di questi eventi;
- Morte ed elezione del Pontefice;
- Suono per l'annuncio della morte di un parrocchiano, suoni funebri vari;
- Annuncio nascita di un parrocchiano (in alcuni luoghi);
- Rintocchi ore, ribattuta, mezzore, quarti (il modo di segnare le ore varia da luogo a luogo);
- Vari: Santo rosario, vespri, lodi, adorazione delle 40 ore, adorazione eucaristica, veglia di preghiera, Via Crucis, rogazioni;
- Al canto del Gloria, del Santo e al momento della Consacrazione (a seconda delle tradizioni locali).

Campane di edifici civici
- Convocazione consiglio comunale
- Lutti particolari
- Anniversari locali o nazionali (4 novembre, 25 aprile, 1º maggio, 2 giugno e altri)
- Rintocchi ore, ribattuta, mezzore, quarti (ciascun modo di segnare le ore varia da paese a paese)
- Patrono
- Scuola
- Matrimoni
- Vari
- Suono del mezzogiorno e in alcuni luoghi anche Mezzanotte
- In alcuni comuni lombardi veniva suonato il "campanone" per l'arrivo dell'esattore delle tasse (fino agli anni '80 del XX Secolo)
- In Alcune zone del nord Italia si usa ancora suonare il campanone alle 22:00 per ricordare il momento in cui tanti anni fa venivano chiuse le porte della città

Anticamente le campane segnalavano anche:
- le incursioni dei pirati
- gli incendi
- il coprifuoco
- le pestilenze

## I concerti campanari italiani e i diversi usi e tradizioni regionali
Per poter parlare di "concerto" di campane si parte da un numero di due o tre elementi.
Attualmente è possibile la presente classificazione:
- Sono solitamente dotati di una o due campane gli oratori, le cappelle, i conventi, i monasteri;
- Sono solitamente dotate di tre o più campane la maggior parte delle chiese italiane;
- Per le basiliche, cattedrali, santuari e alcune parrocchie si può arrivare anche a un numero superiore a otto;
- Eccezioni contano un numero intorno alle ventina di elementi;
- Le Torri civiche o del comune, possono ospitare da un minimo di 1 campana ad un massimo di 5 o 6.

Per ogni regione d'Italia vi sono diverse regole, usi e tradizioni nel suono delle campane.
Per una trattazione e un panorama sui vari tipi di suono regionale è consigliabile visitare i siti internet delle varie associazione campanarie italiane.

## Fonderie di campane

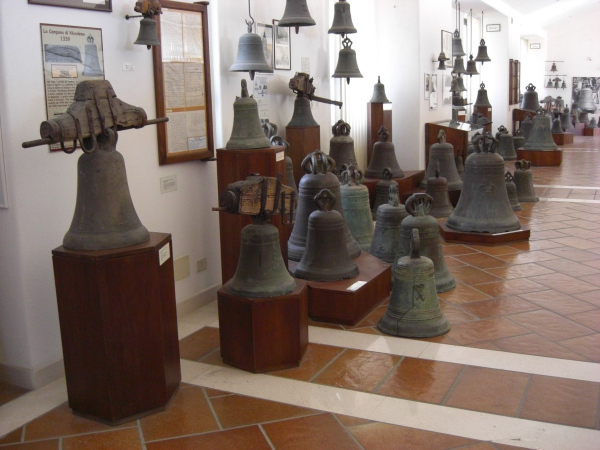
Campane esposte al museo annesso alla Fonderia Marinelli

Durante l'alto medioevo la diffusione delle campane inizia ad essere sempre più presente ma la creazione di questi strumenti era legata al sapere dei monaci. Non a caso, le prime testimonianze e scritti in materia sono redatti da religiosi come Teofilo.
A partire dal basso medioevo però, le conoscenze per la costruzione delle campane che sono estremamente richieste e presenti nella cultura Europea praticamente ovunque, viene sempre di più verso artigiani, spesso a firma "Magister" che recandosi di luogo in luogo creano le campane alla base del campanile o anche, all'interno stesso delle chiese. Sono molte le testimonianze di ritrovamento di fornaci all'interno di antiche Pievi in tutto il territorio Italiano.
Le "Botteghe", conosciute con il nome di fonderie, sono un fenomeno legato all'epoca industriale e necessariamente collegato all'aumento e miglioramento della rete dei trasporti (nuove strade, ferrovie ecc) in quanto fino a tempi tutt'altro che remoti le campane hanno continuato a essere prodotte in loco visto che conveniva trasportare il proprio sapere ed una "ricetta di costruzione" con materiali facilmente reperibili, piuttosto che trasportare per vie impervie pesanti getti di fusione.
A conferma della testi, la "ricetta" dei materiali necessari per la costruzione delle campane è fatta sempre con materiali "poveri" e di facile reperibilità.
In Italia, oggi (2023) sono presenti ed attive 6 fonderie di campane, un unicum a livello mondiale, precisamente si trovano:
- ad Agnone (IS), ove sopravvive una famiglia di fonditori tra le più antiche del mondo, le cui origini risalgono al Medioevo: la Fonderia Pontificia Marinelli, le cui prime campane risalgono al 1339, opera del direttore Nicodemo Marinelli, detto Campanarus. Nel 1924 il papa Pio XI conferì alla famiglia Marinelli l'onore di avvalersi dello Stemma Pontificio. La longevità dell'impresa famigliare Marinelli è riconosciuta anche a livello internazionale da enti speicializzati nel riconoscimento della longevità dei cosiddetti "family business";
- a Castelnovo né Monti in provincia di Reggio Emilia è presente da 500 anni circa presente l'attività di fonditori di campane, rilevata nel 1846 dalla famiglia Capanni (fonditrice della campana più grande d'Italia e una delle più grandi del mondo la Campana dei Caduti a Rovereto);
- a Vittorio Veneto è presente una fonderia di campane dal 1453, rilevata nel 1810 dai fonditori De Poli originari di Venezia e già attivi nel campo della fusione delle campane nel XVII secolo.
- a Bolzone di Ripalta Cremasca è presente la fonderia Allanconi avviata negli anni ‘80 del Novecento.
- a Mondoví (Cuneo) l’azienda Ecat, specializzata nella orologeria industriale e degli accessori per le campane, ha avviato una propria linea di fusione di queste ultime dagli anni 90 del novecento, rilevando la fonderia di Achille Mazzola (attenzione non la più blasonata Roberto Mazzola) che era nata nel XIX secolo come ramo della famiglia originale.
- a Burgio (Agrigento) la famiglia Virgadamo prosegue la tradizione di famiglia nella produzione di campane.

Il campanile del duomo di Atri: le 7 campane sono state fuse dalla fonderia Marinelli

## Lavorazione
Il ciclo di lavorazione delle campane prevede diverse fasi.
Innanzitutto occorre costruire una forma in legno che riproduca il profilo della campana. Con essa si costruisce la cassa d'anima che riproduce la cavità del pezzo ovvero una struttura cava di mattoni refrattari corrispondente all'interno della campana. Questo profilo, detto maschio o anima, viene montato su una trave orizzontale che può ruotare attorno a un asse verticale. Su questa anima si sovrappongono diversi strati d'argilla fino a ottenere una falsa campana, detta camicia, di spessore uguale a quello voluto per la campana in bronzo. Su questa superficie si applicano fregi e iscrizioni con la tecnica a cera persa. Durante la preparazione di questo mantello in argilla, l'interno viene riscaldato con carboni ardenti per essiccare più velocemente l'argilla e sciogliere la cera. Per completare la formatura, la falsa campana viene eliminata e il mantello viene collocato sull'anima lasciando un'intercapedine per la fusione di bronzo. Mantello e anima vengono interrate in una fossa (in un contenitore detto staffa) e bloccati con terra e sabbia speciale per evitare movimenti durante la fusione.
La forma è completata con i canali di colata del metallo fuso e i canali di scarico dell'aria. A questo punto il fonditore apre la bocca del forno e il bronzo scorre nei canali fino alla testa della campana. La colata prosegue fino al totale riempimento della forma. Dopo il raffreddamento la campana viene estratta dalla fossa utilizzando l'argano posto sopra il forno a riverbero, detto "capra", e liberata da anima e mantello. Poi viene ripulita da terra e sabbia (sterratura), dalle sbavature, ovvero da quelle appendici aggiunte per esigenze tecnologiche (es. attacchi di colata) e da eventuali difetti di fusione, infine lucidata.

## Dizionario dei termini specifici

Forma in gesso per decorazione di campane, Museo nazionale della scienza e della tecnologia Leonardo da Vinci

- Aspa:
stanga, detta anche asta, elemento sporgente dal ceppo cui è collegata una corda per mettere in movimento la campana. Nei sistemi a slancio è inserita in una struttura a triangolo chiamata cicogna o bilancia. Nei sistemi a concerto (inglese, ambrosiano, veronese) e con la recente elettrificazione viene spesso sostituita dalla Ruota.
- Battaglio o Batacchio (dal latino Bataculum):
elemento in ferro sospeso internamente alla campana che urtando contro gli opposti bordi la fa vibrare e quindi risuonare. Anticamente veniva assicurato all'asola mediante un nervo di bue o una striscia di cuoio, recentemente vengono usati rinforzi e cavetti in acciaio.
- Bocce:
pomi (di solito 3) che vengono imbullonati al di sopra del contrappeso nel sistema ambrosiano e sue derivazioni.
- Ceppo:
struttura anticamente in legno, oggi in ghisa o acciaio, a cui viene fissata la campana basculante.
- Contrappeso o Scatola dei contrappesi:
parte superiore del ceppo ambrosiano che, riempita con piastre di ferro, bilancia rallentando la rotazione della campana.
- Corona:
anello che nella campana si unisce al mozzo
- Isolatore:
pezzo di legno che svolge un'importantissima funzione in tutte le campane soggette a movimento. Esso è infatti posto fra le maniglie della campana e il ceppo; assorbe le vibrazioni che arrivano all'estremità superiore della campana, le quali altrimenti verrebbero trasmesse al ceppo superiore.

Campana maggiore della parrocchiale di Acquafondata, Fonderia Marinelli 1899

- Campana maggiore della parrocchiale di Acquafondata, Fonderia Marinelli 1899
- Maniglie:
dette anche anse. Formano la corona superiore, riccioli bronzei che si trovano superiormente alla campana per collegarla al ceppo (se basculante) o alla trave (se fissa) tramite sbarre in ferro e bulloni.
- Scranello:
sbarra di legno che copre le viti e i bulloni delle maniglie, usato nel sistema bolognese per evitare che la corda si rovini eccessivamente o resti impigliata ai tiranti.
- Perni:
2 cilindri che sporgono ai lati del ceppo e che, alloggiati nei cuscinetti a sfere, permettono il movimento.
- Ruota:
viene collegata a destra o a sinistra del ceppo e della campana. Nella sua gola scorre la corda, se la campana è suonata manualmente, oppure una catena lubrificata se è presente un'automazione elettrica. Nelle campane prive di ruota troviamo l'"asta".
- Campana a distesa:
si usa questa espressione per indicare la campana quando oscilla intorno a un asse quasi baricentrico e produce un suono da non confondersi con il mezzo slancio o con lo slancio alto, i quali hanno l'asse di rotazione rispettivamente sempre più distante dal baricentro.
- Campana a bicchiere o "a concerto":
si usa questa espressione per indicare la posizione della campana completamente rovesciata; tale posizione viene raggiunta dalla campana compiendo una rotazione di 180° a seguito di alcune oscillazioni. Ovviamente le campane a concerto sono tipiche dei sistemi di suono con campane in movimento. Una volta raggiunta la posizione "a bicchiere", la campana, a seconda dei diversi usi e modi di suonare che variano da luogo a luogo, viene fatta ruotare per eseguire uno o più rintocchi e poi ritornare in quella posizione. In alcuni modi di suonare, come il veronese, la campana a concerto fa parte di una sequenza preordinata di rintocchi insieme ad altre campane; in altri la campana a concerto può concludere frasi musicali in modo solenne oppure avere una funzione funebre.
- Campana a slancio: vedi la sezione seguente "classificazione delle campane".
- Campana controbilanciata: vedi la sezione seguente "classificazione delle campane".

## Classificazione delle campane
Le campane possono essere classificate in base al montaggio:
- campane fisse, cioè collegate a putrelle o sostegni
- campane "a slancio", o "a battaglio volante"
- campane controbilanciate, o "a battaglio cadente"

Nonostante alle orecchie del profano i rintocchi delle campane possano sembrare tutti uguali, in Italia esistono diversi sistemi di suono per campane basculanti ossia in movimento, per campane fisse o ferme e per l'unione di questi due tipi.
In Italia, infatti, ogni regione ha un proprio sistema di suono.

### Campane fisse

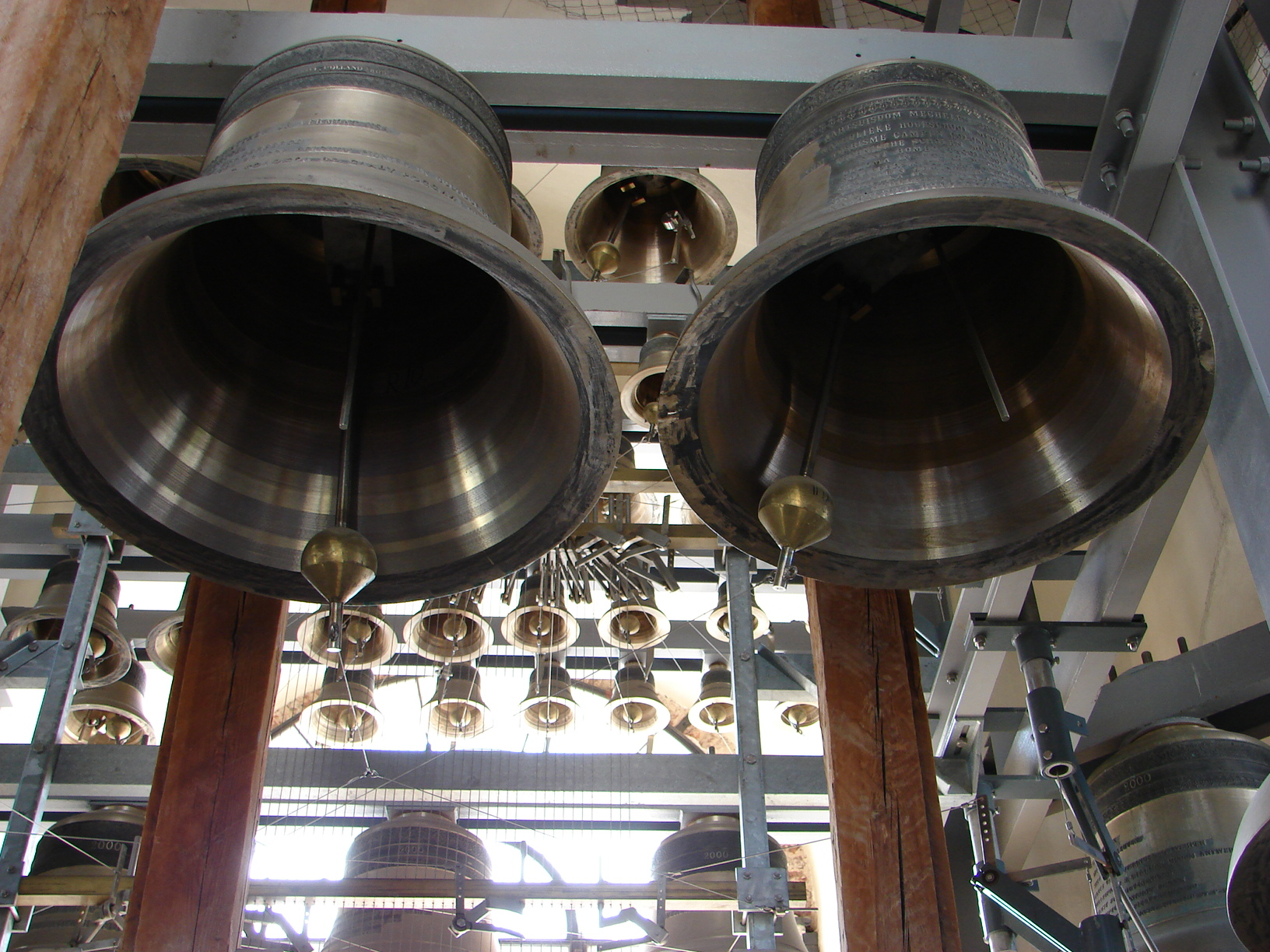
Un esempio di campane fisse

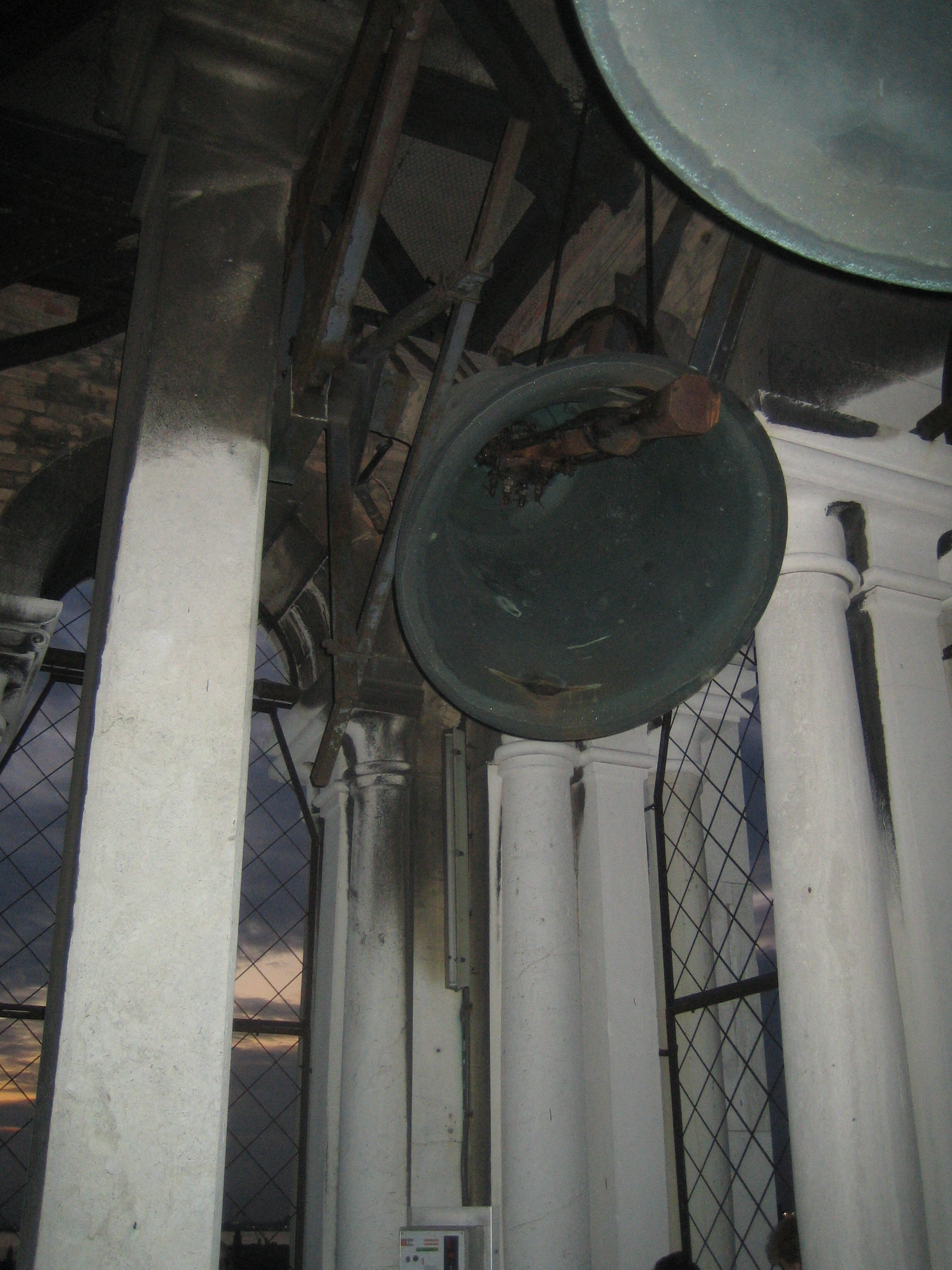
Campane a slancio, le 5 campane del campanile di San Marco

Sono sprovviste di ceppo, cioè di contrappeso in quanto non devono compiere oscillazioni di nessun genere; sono quindi immobili, ancorate a putrelle o travi, vengono suonate tramite la percussione del battaglio interno (se suonate dal campanaro) o di martelli esterni (detti "elettrobattenti" se suonate da impianto elettro-automatico).
In Italia le campane fisse sono quasi sempre di piccole dimensioni e posizionate all'interno dei campanili, specialmente se fanno parte di un complesso di campane numeroso.
Nei carillon, diffusi nel nord Europa, raggiungono anche il numero di 60 o più esemplari in un solo campanile.

### Le campane "a slancio" o "a battaglio volante"
Sono campane dotate di ceppo leggero, cioè scarsamente contrappesate, e in virtù di questo fatto possono compiere oscillazioni veloci, producendo serie di rintocchi poco distanziati l'uno dall'altro.
Nei sistemi a slancio "classico", per produrre suono devono raggiungere almeno i 60° di inclinazione (anche se esistono sistemi a slancio con il battaglio dotato di doppio snodo per poter suonare anche con un ridotto movimento). In questo sistema di suono il battaglio è agganciato sotto i perni di rotazione e quindi va a colpire il bronzo sempre nel movimento verso l'alto: si dice che il battaglio, che di solito è più pesante rispetto agli altri sistemi di montaggio, "accarezza la campana".
In questo sistema di montaggio, il battaglio si distacca subito dopo il rintocco e quindi non smorza gli armonici rendendo libere le vibrazioni, al contrario del sistema controbilanciato.
Per questo le campane a slancio mantengono vibrazioni assai prolungate. Il sistema è tipico in tutta Europa (es: changeringing inglese), nel sistema Bolognese, nel centro e sud Italia, nel Tirolo e in parte del Triveneto, più precisamente in Friuli-Venezia Giulia con lo slancio friulano.

### Campane "controbilanciate" o "a battaglio cadente"

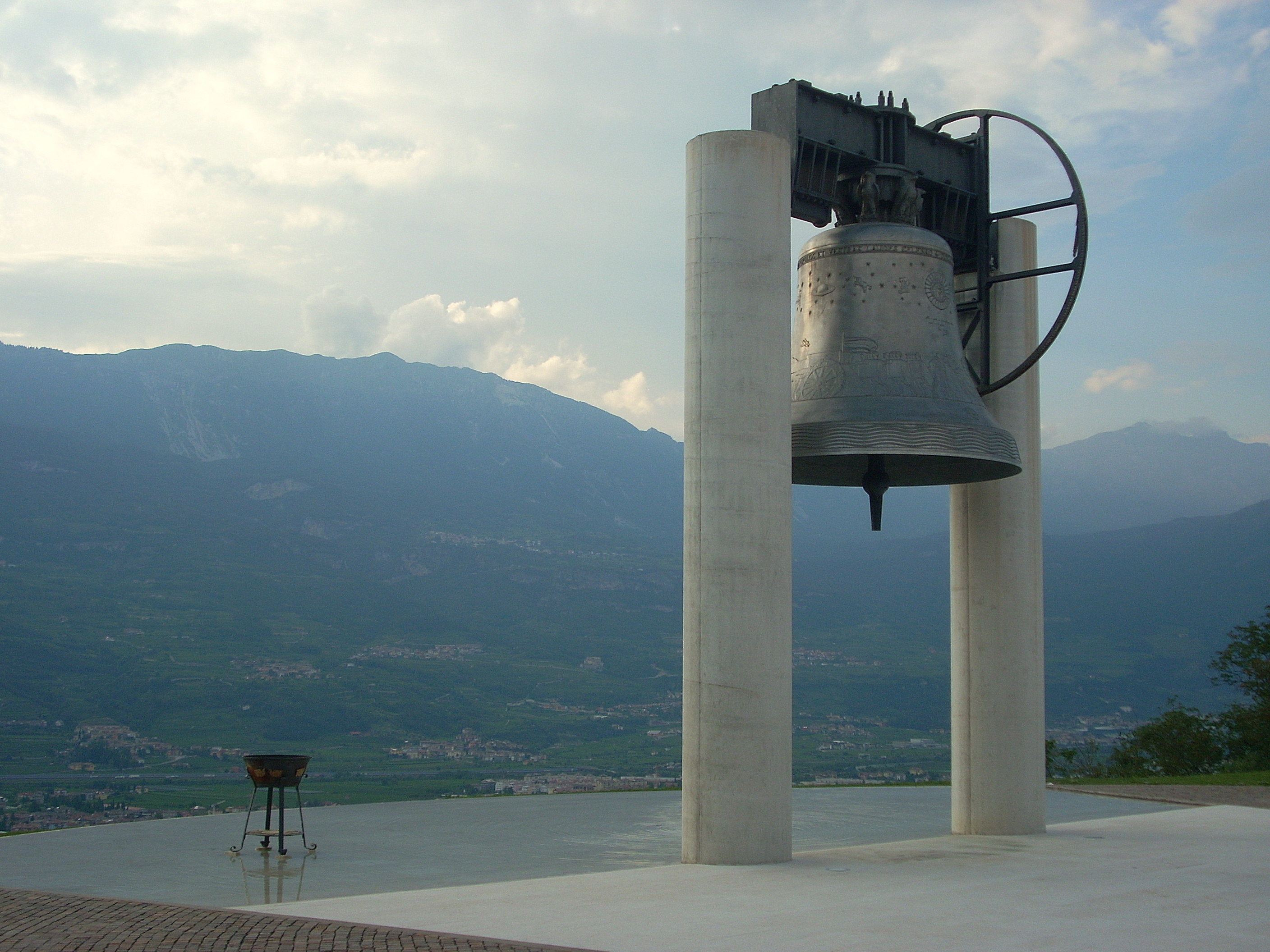
La Campana dei Caduti Maria Dolens, un semplice esempio di campana "a battaglio cadente", in particolare "a mezzo slancio"

Sono campane dotate di ceppo pesante, cioè molto contrappesate, e in virtù di questo fatto possono compiere oscillazioni più o meno lente, producendo quindi serie di rintocchi più o meno distanziati l'uno dall'altro, e il battaglio batterà sempre sulla parte inferiore della campana, invece che sulla parte superiore come nello slancio. Essendo ben contrappesate raggiungono facilmente la posizione "a bicchiere", cioè compiono con facilità una rotazione di 180° dopo poche oscillazioni.
Producono suono non appena vengono inclinate, poiché in questo tipo di campane il battaglio è agganciato più in alto o allo stesso livello rispetto all'altezza dei perni di rotazione e quindi va a colpire il bronzo sempre verso il basso.
Questa categoria racchiude con sé diversi stili:
- il "mezzo slancio", che possono compiere oscillazioni più o meno veloci (sono quindi meno contrappesate)
- lo stile ambrosiano
- lo stile veronese

Riassumendo:
- con battaglio agganciato più in alto rispetto ai perni di rotazione si hanno oscillazioni molto lente e quindi rintocchi molto distanziati l'uno dall'altro (sistema ambrosiano-lombardo);
- con battaglio agganciato alla stessa altezza rispetto ai perni di rotazione si hanno oscillazioni lente e quindi rintocchi distanziati l'uno dall'altro (sistema ambrosiano-ligure e veronese).

## Campane usate a bicchiere

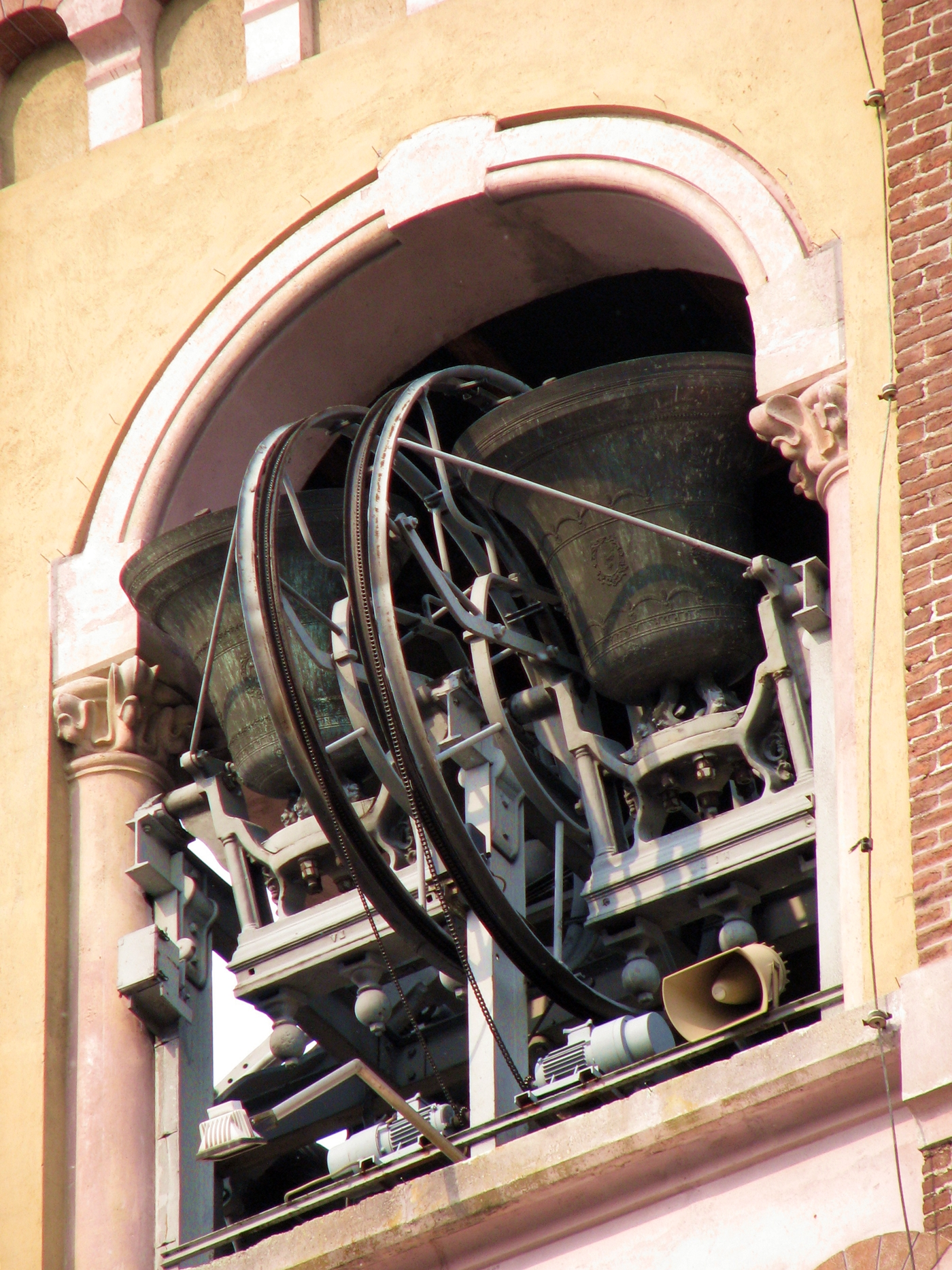
Campane posizionate "a bicchiere"

Una volta messe in movimento, le campane possono suonare "a distesa" (rintocchi casuali) per semplice oscillazione rispetto al loro asse, oppure "a bicchiere".
L'arresto e sosta "a bicchiere" della campana sono possibili grazie a una piccola staffa, posta sulla ruota, la quale va appunto a scontrarsi con la balestra. Una volta raggiunta tale posizione di stallo, detta "a bicchiere" o "in piedi" (bocca della campana in alto e contrappeso in basso), la campana, sganciata, si ribalta (a questo punto di circa 360°) emettendo un rintocco ogni volta in cui il battacchio cade su uno dei due bordi della campana.
Le campane a bicchiere vengono utilizzate in diversi metodi di suono: alla bolognese, alla ligure, alla lucchese, alla umbra, all'ambrosiana, alla veronese.
I suoni alla bolognese, alla lucchese e alla umbra sono fatti con campane a slancio, quelli all'ambrosiana, alla ligure e alla veronese con campane a battaglio cadente.

## Grandi campane nel mondo
Sovente le grandi campane hanno nomi propri e una lunga storia alle spalle. Eccone alcune tra le maggiori:
 Australia
- Anzac bell: fusa nel 2018 è la più grande campana d'Australia, nota Sol2 del peso di 6,5 tonnellate. Fusa a Perth, installata nella "Torre della Pace" suona tutti i giorni alle 12 per ricordare tutti gli uomini e donne coinvolti in guerre, conflitti e operazioni di mantenimento della pace in tutto il mondo.

 Austria
- Pummerin: è la maggiore campana, erede di una precedente campana in Si1 fusa nel 1711 con il bronzo di 180 cannoni turchi. Venne distrutta nel 1945 a causa di un incendio scatenato da un bombardamento aereo e rifusa nel 1951. Pesa 21 tonnellate e suona un Do2.
- Il Duomo di Salisburgo possiede un notevole concerto di 7 campane presieduto dal campanone "Salvator", un Mi♭2 del diametro di 2,79 m, fuso nel 1961 dalla ditta Oberascher, che pesa oltre 14 tonnellate.
- "Telfs / Mösern": campanone in Fa2 fuso nel 2023 dalla ditta Grassmayr di Innsbruck dal peso di 10 tonnellate. Suona ogni giorno alle 17 per celebrare l'Arge Alp, un'associazione che raggruppa 11 regioni alpine.

 Belgio
- Baudoin Fabiola: Bruxelles, Basilica del Sacro Cuore, è la più grande campana del Belgio, fusa nel 1964 nota Fa2 del peso di 8352 kg

 Birmania
- Mingoon: si trova nella Grande Pagoda di Mandalay. Viene suonata con un grande palo esterno. Venne fusa nel 1810, ha un diametro di 6,30 m e dovrebbe pesare 90 tonnellate.

 Bosnia ed Erzegovina
- Mostar, Cattedrale di S.Madre di Dio, Fusa nel 2003 dalla fonderia austriaca Grassmayr di Innsbruck è un Sol2 del peso di 5800 kg

 Bulgaria
- Sofia, Cattedrale Alexander Nevskij, Fusa nel 1911 Reb2 del peso di 11758 kg

 Canada
- Etienne è la campana maggiore della cattedrale greco-cattolica di Markham nell'Ontario, dove si trovano anche Anne (10 tonnellate) e Daniel (6 tonnellate). Tutte e tre le campane (Re2-Fa2-La2) sono state installate nel 1986 ed Etienne pesa 19 tonnellate.
- Motereal (Quebec) nella basilica di Notre Dame è presente un grande concerto di 11 campane (Fa2 do3 ré3 mi3 fa3 sol3 la3 si3 do4 ré4 mi4) fuso dalla fonderia Londinese “Whitechapel” nel 1847, con il bordone di 257 cm di diametro e 11 tonnellate di peso, nota in Fa2.

 Cina
- Yongle: prende il nome dall'imperatore Young-Lo e si trova a Pechino. Fu fatta fondere nel 1404 e il suo peso è stimato in 50 tonnellate.

 Città del Vaticano

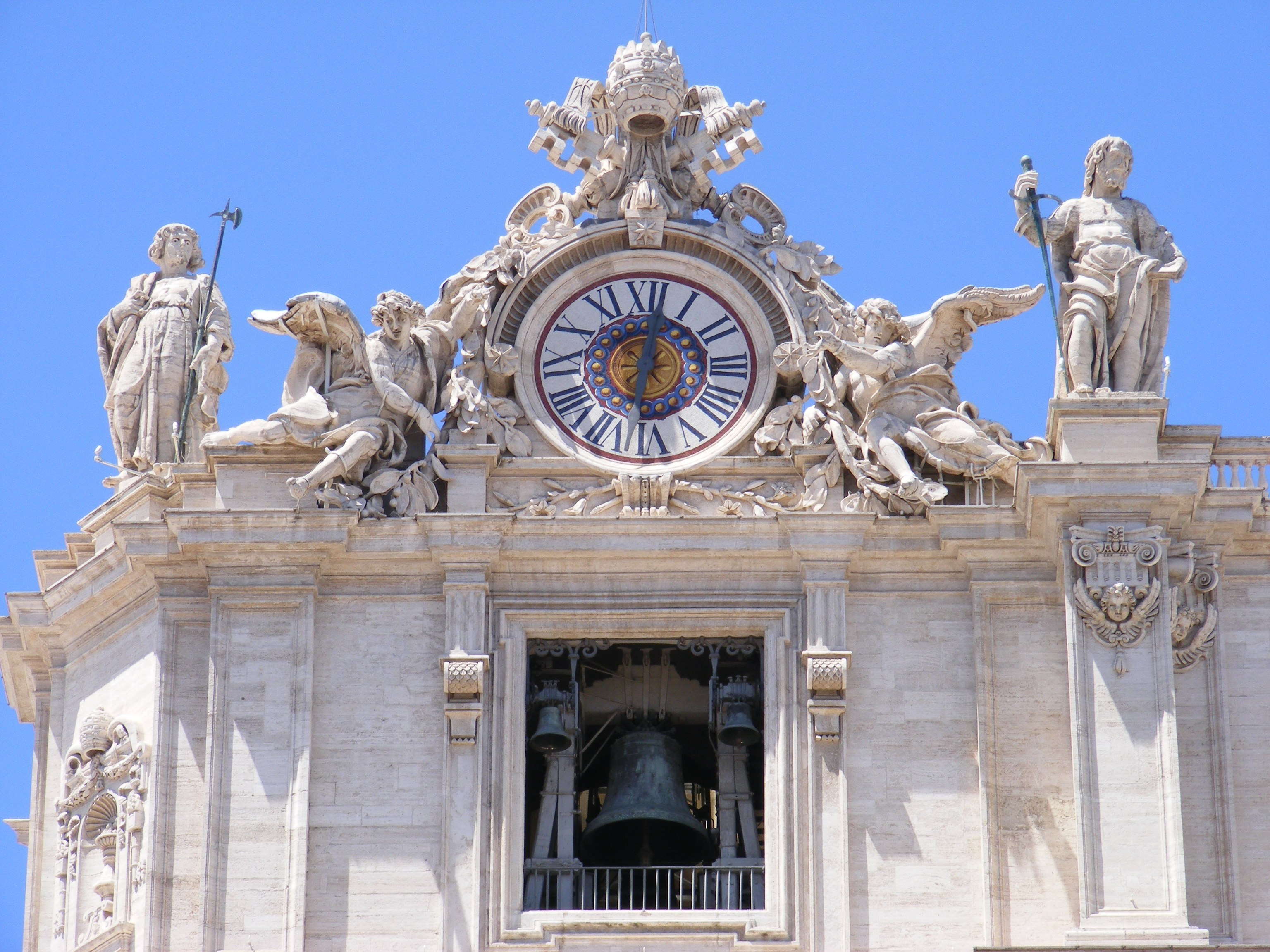
Basilica di San Pietro a Roma. Il "Valadier" al centro. A sinistra la "Campanella" e a destra la "Ave Maria".

- Il campanone della basilica di San Pietro, installato in una cella posta nella facciata sul lato sinistro, dove si trovano anche altre 5 campane. Venne realizzato nel 1785 dall'orafo Luigi Valadier, suona un Mi2 ha un diametro di 231,6 cm e pesa 9200 kg.
- Nei giardini vaticani si trova la Campana del Millennio fusa nel 1999 dalla fonderia Marinelli, di Agnone un Sol2 in peso di 5 tonnellate.

 Danimarca
- Stormklokken: Copenaghen, Vor Frue Kirke, fusa nel 1928 nota Sol#2 del peso di 4000 kg

 Estonia
- Tallin, Cattedrale Alexander Nevskij, fusa nel 1898 nota Re#2 del peso di 15665 kg

 Finlandia
- Helsinki, Cattedrale Uspensky, nota Mi2
- Pyhasalmi, Vaskikello, fusa nel 1928, campana in acciaio, diametro 247,0 cm del peso di 8000 kg

 Francia

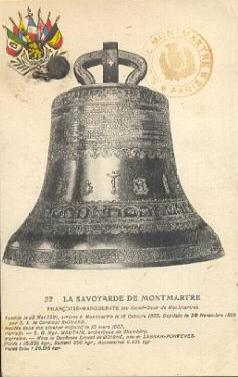
La campana Savoyarde della basilica del Sacro Cuore a Montmartre (Parigi)

La campana grosse cloche di Bordeaux

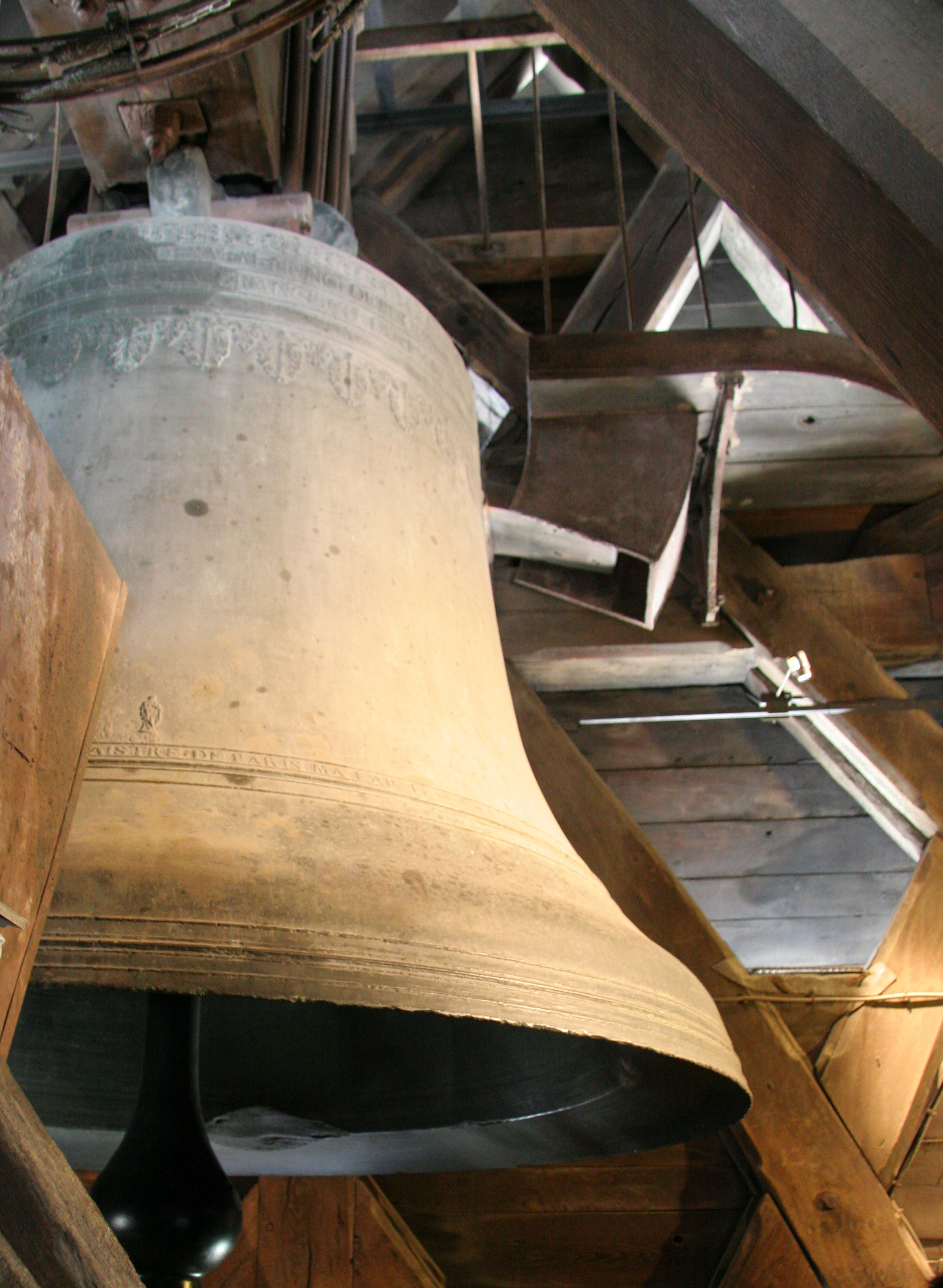
La campana "Emmanuel" situata nella Torre Sud della Cattedrale di Notre-Dame di Parigi

- la più grande campana fusa in Francia è la Millennium Bell: è la seconda campana nel mondo dopo la campana di Gotemba (Giappone) fusa nei Paesi Bassi, montata a sistema oscillante e si trova a Newport, Kentucky (USA). È stata presentata a Nantes poi inaugurata la notte del 1º gennaio dell'anno 2000 ed è stata fusa a Sevrier, in Francia (fonderia francese Paccard). Suona un La1 e pesa oltre 33 tonnellate, ha un'altezza di 3,65 m e un diametro di 3,65 m.
- la maggiore campana di Francia fu la Non-Pareille della cattedrale di Mende, stimata in 25 tonnellate, fatta realizzare nel 1516 dal Vescovo Della Rovere, venne distrutta nel 1580 unitamente alle altre 2 grandi campane, quando la città fu conquistata dagli ugonotti. In realtà doveva pesare la metà, poiché il quintale di Mende era la metà del quintale di Parigi, cioè circa 50 kg invece che 100; ce lo conferma la dimensione della foglia tuttora conservata nella cattedrale.
- la seconda campana di Francia era la Maria Regina, il Gros Bourdon della cattedrale di Strasburgo, stimato in 21 tonnellate; realizzato nel 1519, s'incrinò la notte di Natale del 1521.
- La Savoyarde, la campana maggiore della Basilica del Sacro Cuore di Montmartre (Parigi) pesa circa 18,8 tonnellate e suona un Do♯2, (1891). È attualmente la maggiore campana di Francia.
- la Savinienne, campana maggiore della cattedrale di Sens, pesa circa 9,6 tonnellate, suona un Re2, (1560).
- le Grand Bourdon Emmanuel, è la grande campana della cattedrale di Notre Dame di Parigi, pesa 13 tonnellate e suona Fa♯2, (1685); è dotata di un timbro perfetto, ed è considerata una delle campane migliori al mondo.
- il Gros Bourdon, è la campana maggiore della cattedrale Notre-Dame di Verdun, pesa 12,93 tonnellate e suona un Sol2 (1756).
- la Potentienne, la seconda campana della cattedrale Saint-Etienne di Sens, pesa 7,69 tonnellate e suona un Mi2, (1560).
- la Mutte, il campanone della cattedrale Saint-Etienne di Metz, pesa 10,9 tonnellate e suona un Fa♯2, (1605).
- Charlotte, il bourdon della cattedrale di Notre-Dame di Reims, pesa oltre 10,6 tonnellate e suona un Fa2, (1570).
- il bourdon della cattedrale Sainte-Marie di Auch, pesa 9,7 tonnellate, suona un Mi2.
- Jeanne d'Arc, il bourdon della cattedrale di Notre-Dame di Rouen, pesa 9,6 tonnellate e suona un Fa2, (1959). La Cattedrale di Rouen dal XIV secolo ha ospitato una dinastia di grandi campane. Nel 1914 venne ordinata la fusione di un carillon di 39 campane e un campanone, chiamato Jeanne d'Arc del peso di 16000 kg alla fonderia Paccard e installato nella "tour de beurre" solamente nel 1919, al termine della guerra. Il 31 maggio 1944 a seguito di un bombardamento il gros bourdon, unitamente a un'altra campana, venne distrutto. La rifusione venne ordinata alla fonderia Paccard nel 1959: la nuova Giovanna d'Arco, che presiede ora il suono di 6 campane e del carillon composto da altre 59, raggiunge il peso di 9800 kg.
- il Petit Bourdon, è la seconda campana della cattedrale Notre-Dame di Verdun, 9,5 tonnellate, suona un La2, (1756).
- Thérèse, grande campana della Basilica di Santa Teresa di Lisieux, 8,8 tonnellate di peso, suona un Fa2, (1948).
- la grosse cloche della cattedrale di Notre Dame di Strasburgo, pesa circa 8,8 tonnellate e suona un La♭2, (1427).
- Ferdinand, Torre Pey-Berland della cattedrale di Bordeaux, pesa 8,3 tonnellate, nota Fa♯2, (1869).
- Marie-Joséphine, basilica di Notre-Dame-de-la-Garde di Marsiglia, 8234 kg, Re♯2, (1845).
- le Petit Bourdon Marie, della cattedrale di Notre Dame di Parigi, pesa oltre 8 tonnellate, suona Sol♯2, (2012).
- Charles, Cattedrale di Nantes, circa 8000 kg, (1841).
- la grosse cloche, chiesa collegiale di Notre-Dame-d'Espérance di Montbrison, circa 8000 kg, (1502).
- Godefroy, cattedrale Saint-Pierre di Rennes, circa 7900 kg, Fa♯2.
- la grosse cloche, porta della grosse cloche di Bordeaux, circa 7800 kg, (1775).
- il bourdon, cattedrale Saint-Jean di Lione, circa 7700 kg. La♭2.
- Marie, cattedrale Notre-Dame di Reims, circa 7400 kg, Sol2, (1894).
- Jean Bart, campanile di Saint-Éloi di Dunkerque, circa 7000 kg.
- il bourdon, cattedrale di Digione, circa 6800 kg, Fa2.
- il bourdon, cattedrale di Auch, circa 6750 kg o 9700 kg, Mi2, (1853).
- Saint-Etienne, chiesa Saint-Etienne di Mulhouse, 6334 kg, Sol2, (2011).
- Maria de Domnis, cattedrale di Notre-Dame des Doms ad Avignone, 6301 kg, Sol♭2, (1854).
- Sainte Marie, cattedrale di Chartres, 6200 kg, Fa♯, (1840).
- Gros Guillaume (o Guillaume-Etienne), cattedrale di Bourges, 6080 kg, Fa2, (1840)(?).
- Thérèse, chiesa di Saint-Sulpice di Parigi, 6000 kg.
- il bourdon, è il campanone della chiesa di Saint-Nabor di Saint-Avold, 6000 kg, Sol2, (1920).
- Cécile, chiesa di Saint-Jacques di Pau, 6000 kg, Si♭, (1880).
- Gros Léon, basilica di Notre-Dame di Bonsecours, a Bonsecours, presso Rouen, 6000 kg, (1892).
- Jeanne d'Arc, cattedrale di Sainte-Croix di Orléans, 6000 kg, Sol, (1898).

 Grecia
- Athos, S. Panteleimon, Fusa nel 1889 Do2 del peso di 13000 kg

 Germania
- La St.Petersglocke è il campanone del duomo di Colonia. Venne colato nel 1923 dalla ditta Ulrich di Apolda sulla sagoma della famosa "Gloriosa" di Erfurt, dopo che il precedente, fuso da Andreas Hamm nel 1874, era stato requisito per esigenze di guerra nel 1916 e distrutto nel 1918. La vecchia "Kaiserglocke", fusa con 22 cannoni francesi vinti nella battaglia di Sedan, pesava 27800 kg. L'attuale esemplare è la maggiore campana che suona in movimento (oscillante) in Europa e la terza nel mondo: raggiunge le 24 tonnellate e suona un Do2.
- Gloriosa: è la campana maggiore del duomo di Erfurt. Venne fusa nel 1497 dal famoso fonditore olandese Gherardus Wan Wou. Sotto l'aspetto sonoro è indicata dagli esperti come la migliore campana del mondo. Pesa 10415 kg e suona un Mi♭2. Incrinatasi nel 1984, è stata riparata, ma nel 2001 si è re-incrinata. Riparata nuovamente da una ditta specializzata bavarese, è tornata al suo originario splendore. Per preservarne la vita nei secoli suona solo 8 volte all'anno nelle maggiori festività.
- Gloriosa del Duomo di Francoforte fusa nel 1877 11950 kg, d= 2585 mm
- Salvator del Duomo di Wurzburg è la maggiore di un poderoso concertone di 20 campane fusa nel 1965, 9080 kg, d= 2318 mm

 Giappone
- La campana del tempio Shitennō-ji di Osaka era la più grande del Paese. Venne fusa nel 1902, ma nel 1942 venne requisita per scopi militari. Pesava 135 tonnellate.
- La campana di Kyoto: pesa 57 tonnellate; viene suonata solo in occasioni speciali come il Capodanno.
- La campana di Nara: pesa 43 tonnellate.
- Presso la fonderia Eijsbouts di Asten, nei Paesi Bassi, nel 2006 è stata realizzata una campana in La♭1 del peso di 36250 kg (diametro 382 cm) destinata al parco di Gotemba. È la più grande campana oscillante del mondo.

 Israele
- La campana del tempio greco ortodosso sul Monte Tabor è la più grande del medio oriente. Fusa il 30 marzo 2012 dalla fonderia austriaca Grassmayr di Innsbruck è un Re2 di 287 cm di diametro per 15684 kg di peso.

 Italia
Le 11 campane più grandi della penisola sono:

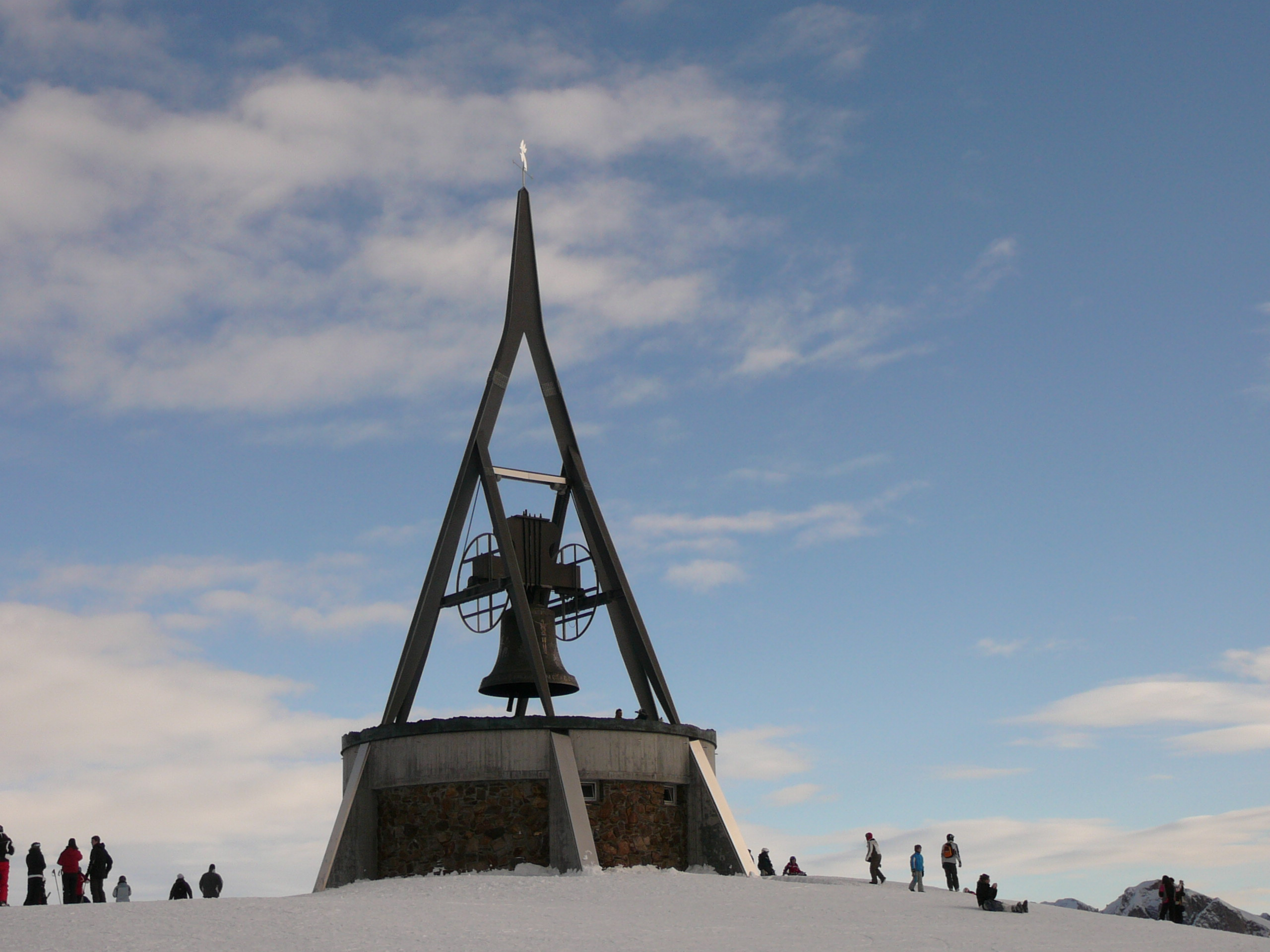
La campana Concordia 2000

1. La Maria Dolens di Rovereto, fusa dalla Fonderia Capanni nel 1964, con un peso di 22639 kg e un diametro di 3,21 m (nota: Si1).
2. La Concordia 2000 di Plan de Corones, fusa da Oberascher nel 2002, con un peso di 18100 kg e un diametro di 3,01 m (nota: Do♯2).
3. La Campana di Cristo Re a Messina, fusa da Daciano Colbachini nel 1935, con un peso di 13200 kg e un diametro di 2,66 m (nota: Re2).
4. Il Campanone della Basilica di San Pietro in Roma, fuso nel 1785 da Luigi Valadier con un peso di 8950 kg e un diametro di 2,31 m (nota: Mi2)
5. La Campana del Giubileo di Limatola, fusa dalla Fonderia Capanni nel 2000, con un peso di 8100 kg e un diametro di 2,3 m (nota: Mi2).
6. Il Campanone della Torre Civica di Bergamo, fuso da Bartolomeo Pisenti nel 1656, con un peso di 6050 kg e un diametro di 2,07 m (nota: Fa♯2↑)
7. La Herz Jesu Glocke di Lana, fusa da Grassmayr nel 2014 con un peso di 6210 kg e un diametro di 2,12 m (nota: Sol2).
8. Campanùn del Duomo di Milano, fuso da Giovanni Battista Busca nel 1582, con un peso di 6200 kg c.a. e un diametro di 2,13 m (nota: La♭2↓).
9. Il Sunto della Torre del Mangia a Siena, fuso in loco nel 1664, con un peso di 6010 kg e un diametro di 2,01 m (nota: Si♭2).
10. La campana dei rintocchi di Palazzo Vecchio a Firenze, del peso di 5800 kg circa.

Possono essere menzionate alcune altre campane, anche se una lista precisa necessariamente avrà bisogno di anni per essere completata.
- La campana maggiore di 8 campane della Basilica di San Gaudenzio a Novara dell'anno 1774 fusa da Pietro Giuseppe De Giorgi e incrinata dal 1987 non più suonabile e di nota Sol2 (il più grande concerto a sistema ambrosiano d'Italia)
- Lusiana (Vicenza) campana maggiore di 3,5 tonnellate, concerto di tonalità più grave montato a sistema veronese.
- La campana maggiore della Cattedrale di Sant'Agata a Catania, originaria del 1619 con un peso di circa 3500 kg e un diametro di 1,80 m.
- La campana maggiore del Duomo di Verona, fusa inizialmente da Ettore Cavadini nel 1931 e poi sostituita da De Poli nel 2003 a causa di un'incrinatura. Ha un peso di 4566 kg e un diametro di 189,9 cm. È la più grande al mondo a compiere una rotazione completa di 360°
- El Rengo della Torre dei Lamberti di Verona, fusa da Alessandro Bonaventurini nel 1557, con un peso di circa 4215 kg e un diametro di 1,83 m (nota: Si♭2↓).
- La campana maggiore del santuario della Madonna del Rosario a Pompei, fusa da Marinelli nel 1923, con un peso di circa 4500 kg e un diametro di 1,92 m (nota: La♭2↓)
- Il Campanone della Basilica di Santa Maria degli Angeli ad Assisi, fuso da Capanni nel 1992 in occasione dell'incontro tra Papa Giovanni Paolo II e i rappresentanti di tutte le religioni, con un peso di 51 quintali e di nota Solb2, è anche una delle campane più grandi d'Europa che possono andare a bicchiere elettricamente (non compie per questo una rotazione completa di 360°)
- Loreta della Basilica della Santa Casa di Loreto è la maggiore di un concerto di 9 campane, fusa da Bernardino da Rimini nel 1515 ha un diametro di 183 cm per uno spessore pari a 17 cm, pesa 50 quintali circa e di nota Do3 calante
- La Santa Reparata della Cattedrale di Santa Maria del Fiore di Firenze fusa nel 1705 da Antonio Petri. Ha un diametro di 200 cm e un'altezza di 210 cm. Pesa 53,8 quintali e suona un La2

 Lussemburgo
- S.Willibrord: Echternach, Basilica di S.Willibrord è la più grande campana del Lussemburgo, fusa nel 2000 nota Fa2 del peso di 6985 kg

 Macedonia del Nord
- - Sono nella Cattedrale di Skopje tre grandi campane fuse nel 2014 dalla fonderia Grassmayr di Innsbruck. Installate fisse secondo tradizione ortodossa, sono rispettivamente:
  - Mi2, del peso di 8,3 tonnellate, La2 di 3,5 tonnellate e Si2 di 2,3 tonnellate.

 Malta
- Valletta, Malta Memorial, Fusa nel 1992 Mi2 diametro 264,0 cm del peso di 10898 kg
- Birkirkara, Basilica S. Elena, Fusa nel 1931 dalla fonderia Barigozzi di Milano Fa2 del peso di 8000 kg
- Valletta, Cattedrale S. John, Fusa nel 1747 Sol2 del peso di 6500 kg

 Messico
- La grande campana della cattedrale di Città del Messico, dedicata a Santa Maria di Guadalupe: è la campana principale delle 27 in totale installate nelle due simmetriche torri campanarie. Venne fusa nel 1791 pesa 12850 kg e suona un Re♭2.

 Norvegia
- Oslo, Radhus, fusa nel 1952 nota La2 diametro 188,0 cm del peso di 3900 kg

 Paesi Bassi
- La campana maggiore della Grande Chiesa di Dordrecht: è la campana principale di uno tra i maggiori carillon europei composto da 49 campane. Venne installata sulla torre incompiuta nel 1999. nota Mi2 del peso di 9830 kg

 Polonia

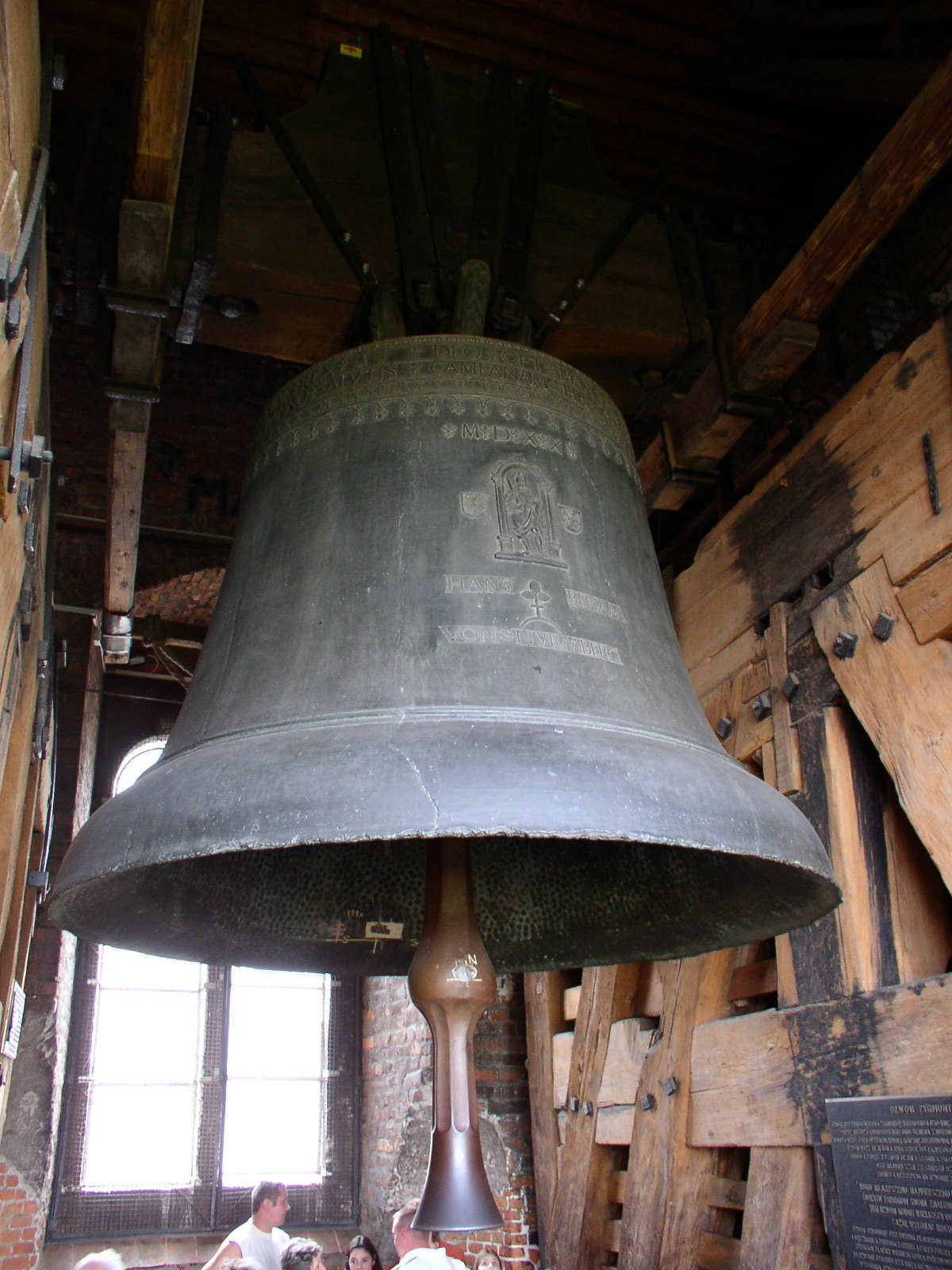
La campana di Sigismondo a Cracovia

- A Cracovia, nella Cattedrale del Wawel, tanto cara a Papa Giovanni Paolo II, è installata la grande Zikmunda; viene suonata manualmente da una squadra di 20 campanari, solamente in rare occasioni, l'ultima delle quali è stata la morte nel 2010 del presidente polacco Lech Kaczyński. Venne fusa nel 1520 con il metallo delle armature dei soldati sconfitti dall'esercito polacco. Pesa 10980 kg e suona un Sol2.
- Nel santuario di Licheń si trova la più grande campana della Polonia fusa dalla fonderia Capanni di Castelnovo né Monti (RE) un Do2 del peso di 15 tonnellate. Nel santuario è installato un concerto di 3 grandi campane Mi2 Sol2 e Si2 fuse da una fonderia polacca.

 Portogallo
- Mafra, Palácio Nacional e Convento, Torre Sud, Fusa nel 1730 Fa2 del peso di 9640 kg
- Mafra, Palácio Nacional e Convento, Torre Nord, Fusa nel 1730 Fa#2 del peso di 9025 kg
- Alverica, Igreja dos Pastorinhos, Fusa nel 2005 Sol2 del peso di 5300 kg

 Rep. Ceca
- La nuova campana in Fa2 "Rohan Glocke" fusa il 10 giugno 2022 a Innsbruck, presso la fonderia Grassmayr, è un interessante progetto nazionale che celebra le 9801 campane perdute durante la seconda guerra mondiale. La campana pesa 9801 kg, un kilogrammo per ogni campana andata perduta, e sul suo manto sono impressi vari frammenti di quelle campane che furono poste nel "cimitero delle campane" nel 1942 nell'isola di Rohan. La campana avrà il compito di essere itinerante, installata su una zattera, fino al 2024, anno in cui verrà installata definitivamente dov'era il "cimitero di campane" di Rohan. Si tratta della più grande campana di nota Fa2 al mondo, essendo il suo diametro (259 cm) superiore a tutte le altre esistenti ispirato alle tipiche sagome barocche dell'est Europa.
- "Zikmund" Praga, Cattedrale S. Vitus, Fusa nel 1548 Fa#2 diametro 256,0 cm del peso di 13500 kg
- "Wenzel" Olomouc, S. Wenzelsdom, Fusa nel 1827 Mi2 diametro 242,0 cm del peso di 8156 kg

 Romania
- La campana maggiore della nuova Cattedrale di Bucarest è la più grande campana d'Europa e la più grande campana del mondo montata a slancio. Fusa il 30 novembre 2016 dalla fonderia austriaca Grassmayr di Innsbruck è un Do2 di 335 cm di diametro per 25190 kg di peso.

 Regno Unito
- in occasione delle olimpiadi del 2012 la fonderia Whitechapel di Londra ha realizzato una campana in Si1 installata nel nuovo Stadio olimpico.
- Great Paul: installata nella omonima Cattedrale anglicana di Londra in Mi♭2 era la maggiore campana dello Stato. Venne fusa nel 1881 e pesa 16800 kg.
- Great George: è installato nella cattedrale anglicana di Liverpool. Venne fusa nel 1937 dalla fonderia Taylor di Loughborough. Supera di poco le 15 tonnellate è fissa viene suonata tramite la percussione del, battaglio e suona un Mi♭2.

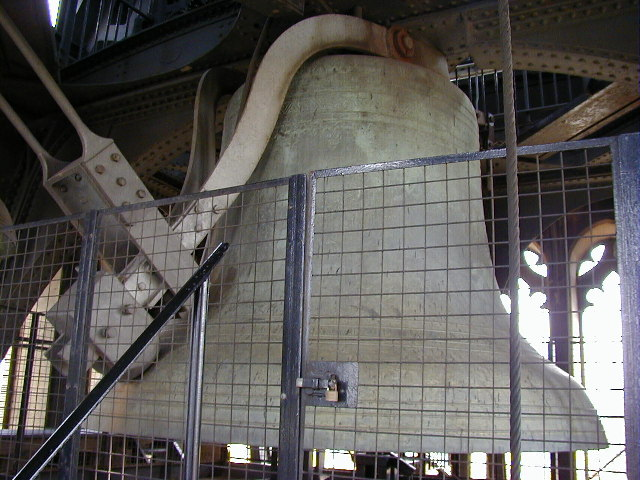
La campana "Big Ben" a Palazzo di Westminster a Londra

- Big Ben: è la campana più famosa, quella che segna le ore dell'orologio del palazzo di Westminster, sede del Parlamento londinese. Dopo che la prima campana si incrinò nel 1858, venne fusa l'attuale del peso di 13 tonnellate che suona un Mi2.

 Russia: la Russia conserva campane monumentali per dimensioni che vengono suonate da ferme mediante la percussione del battaglio.

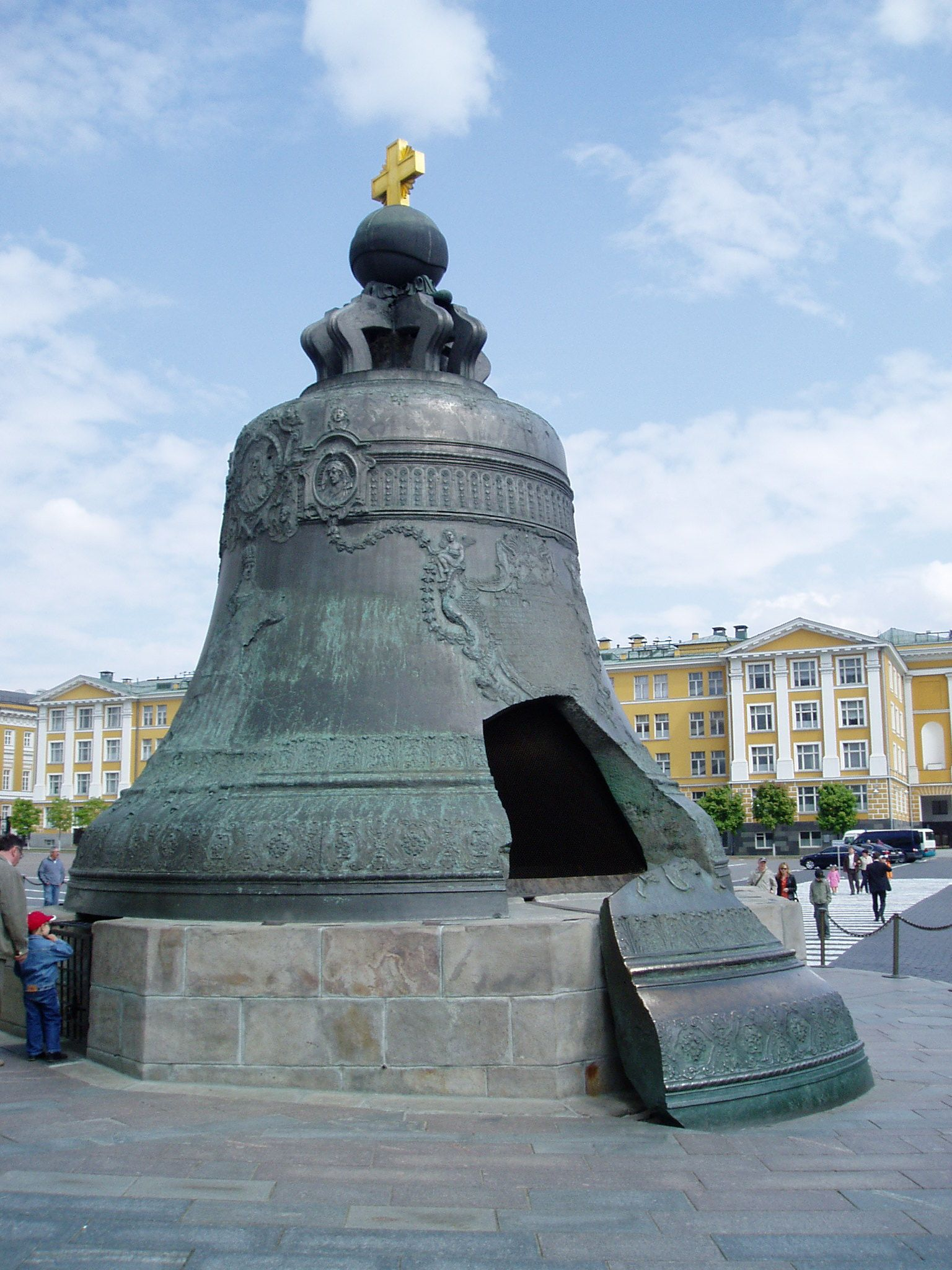
La Campana dello Zar nel Cremlino a Mosca

- Campana dello Zar: si trova nel Cremlino a Mosca ed è la più grande del mondo, pur non avendo mai suonato. Venne fusa nel 1736, terminata la colata e trascorsi alcuni giorni di raffreddamento, stava per essere issata dalla fossa di fusione, quando a causa di un incendio le operazioni vennero fermate e l'acqua gettata per spegnere le fiamme causò una grande incrinatura; dalla campana si staccò un enorme frammento, che da solo pesava 11 tonnellate e mezzo. La campana, inutilizzabile, venne dunque sotterrata, ma dopo la metà del XIX secolo venne nuovamente riportata in luce e issata su una piattaforma sotto la torre di Ivan il Grande. Ha un diametro di 6,82 m e dovrebbe pesare 198 tonnellate.
- La maggiore in funzione si trova nel Monastero della SS. Trinità a Sergiev Posad. La torre aveva ben 42 campane, ma nel 1919 le 19 maggiori vennero requisite e rifuse in armamenti. Recentemente, con la riapertura al culto, tutte le campane requisite sono state rifuse; le maggiori sono "Carskij Kolokol" del peso di 72 tonnellate, "Evangelist" del peso di 35 tonnellate e "Pervenec'" in peso di 27 tonnellate.
- La terza campana si trova sulla torre "della grande campana" a Mosca, vicino al "bianco campanile di Ivan" alla cui base è deposta la "Carskij kolokol"; si chiama "Uspenskij", venne fusa nel 1817 e pesa oltre 65 tonnellate. Nel periodo imperiale con tre rintocchi di questa si annunciava la morte dello Zar.

 Serbia
- Belgrado, Cattedrale di S. Sava, Fusa nel 2001 dalla fonderia austriaca Grassmayr di Innsbruck è un Sol2 diametro 214,0 cm del peso di 6128 kg

 Slovacchia
- Kosice, Urbanova veza, Fusa nel 1996 è un Sib2 diametro 192,0 cm del peso di 5000 kg

 Spagna
- La Gorda è la grande campana della Cattedrale primaziale di Toledo. Venne fusa nel 1753, ma nello stesso anno si incrinò. Il 6-7-8 settembre 2011 venne restaurata tramite un rifacimento delle decorazioni. L'incrinatura della campana rimase, ma è stata tappata con una levigatura interna, con i fili che tenevano il battaglio della campana che vennero rimossi, e il restauro termina con il posizionamento del nuovo batacchio (del peso sconosciuto). Pesa 17200 kg.
- Maria: è la grande campana di Pamplona. Venne fusa nel 1584 e supera le 10 tonnellate di peso.
- Berenguela è la campana delle ore della torre dell'orologio della Cattedrale di Santiago di Compostela; l'originale, del peso di 6211 kg, incrinata e di forma "romana", è stata depositata nel chiostro della Cattedrale e sostituita da una copia di peso inferiore realizzata dalla fonderia Eijsbouts di Asten, nei Paesi Bassi.

 Svezia
- "Storan" Uppsala, Domkyrka, Fusa nel 1707 è un Fa#2 diametro 223,0 cm del peso di 6189 kg
- Stoccolma, S. Gertrud, Fusa nel 1884 è un Sol2 del peso di 6000 kg
- Goteborg, Domkyrka, Fusa nel 1884 è un La2 del peso di 5200 kg
- "Storklockan" Linkoping, Duomo, Fusa nel 1764 del peso di 5100 kg
- Stoccolma, Duomo Storkyrkan S. Nikolai, Fusa nel 1638 è un Sol#2 del peso di 5000 kg

 Ungheria
- Största klockan: Budapest, S. Stefansdom, fusa nel 1990 nota Fa#2 del peso di 9250 kg
- St.Gerhard: Szeged, Cattedrale, fusa nel 1927 nota Fa2 del peso di 8537 kg
- Maria: ESZTERGOM, Cattedrale, fusa nel 1939 nota Fa#2 del peso di 5827 kg

 Stati Uniti
- La Millennium Bell è la seconda campana nel mondo montata a sistema oscillante e si trova a Newport nel Kentucky. È stata inaugurata la notte del 1º gennaio dell'anno 2000 ed è stata fusa a Sevrier, in Francia (fonderia francese Paccard e fonderia statunitense Verdin). Suona un La1 e pesa 33385 kg.

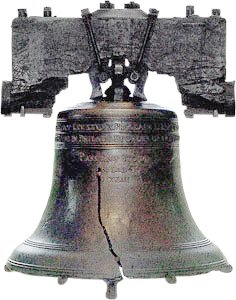
La Liberty Bell

- La campana tonica del carillon si trova nella chiesa di Riverside a New York ed è la campana maggiore del più grande carillon del mondo. Il carillon è stato recentemente restaurato ed è composto da 74 campane, per complessive 102 tonnellate. Venne fusa nel 1925 e suona un Do2. Pesa 18 tonnellate.
- La Liberty Bell (in italiano Campana della libertà) si trova a Filadelfia, Pennsylvania, dove arrivò il 1º settembre 1752, e ha un grande significato storico per gli americani. La Liberty Bell è forse il simbolo più comunemente associato alla Rivoluzione americana. L'8 luglio del 1776, il suo suono radunò i cittadini di Filadelfia per la lettura della Dichiarazione d'indipendenza. Precedentemente, aveva suonato per annunciare l'apertura del Primo congresso continentale nel 1774 e dopo la battaglia di Lexington e Concord nel 1775.

 Svizzera
- Grosse Glocke: è posta nel duomo di Berna ed è la maggiore della Confederazione Elvetica; raggiunge le 10 tonnellate.

## Le campane nella cultura

### Protettori, dediche e iscrizioni
- Ogni campana collocata su un campanile è dedicata a uno o più Santi e reca fregi e decori a tema. Sulle campane sono spesso presenti iscrizioni in latino o nella lingua del paese in cui la campana è fusa, riguardanti l'anno di fusione, il nome del fonditore e di coloro che hanno contribuito alla fusione di quel bronzo con offerte volontarie.
- San Paolino vescovo di Nola è considerato il patrono dei suonatori di campane insieme a Santa Barbara e a San Guido di Anderlecht, patrono dei campanari e sacristi (molto spesso si usava definire il sacrista come "campanaro", anche se i campanari veri e propri venivano ordinati (ordine dell'ostiario). Nella diocesi di Milano il patrono de suonatori è Sant'Alessio mendicante. Secondo una leggenda popolare, alla morte del santo avvenuta Roma, dopo aver molto peregrinato, si sprigionò e si diffuse ovunque il suono festoso di mille campane. Patrona dei fonditori di campane è invece Sant'Agata di Catania.
- Nella civiltà rurale le campane hanno sempre avuto il compito di suonare all'arrivo dei grossi temporali o della grandine, nella speranza di allontanarli e quindi di salvare i raccolti; nelle tante preghiere scritte sopra le campane si trovano spesso queste formule: a fulgure et tempestate libera nos Domine (liberaci, o Signore, dalla folgore e dalla tempesta) oppure recedat spiritus procellarum (lo spirito delle tempeste si allontani) oppure Defunctos ploro-nimbos fugo-festaque honoro (piango i defunti, fuggo i temporali e onoro le feste). In qualche paese del nord Italia, è ancora in vigore l'uso di suonare una o più campane per allontanare la grandine dai raccolti.
- Nella California meridionale, nel sito di una missione spagnola, venne rinvenuta nel 1920 una campana che riportava la seguente iscrizione in lingua russa: "Nell'anno 1796, nel mese di gennaio, questa campana venne fusa nell'isola Kodiak con la benedizione dell'archimandrita Joaseph, durante la permanenza di Aleksandr Baranov". Non è chiaro in che modo questa campana ortodossa russa, da Kodiak, cittadina dell'Alaska, sia potuta arrivare così lontano.

### Usi delle campane
- In moltissimi luoghi, ogni venerdì alle 15, si usa suonare "l'Agonia del Signore" con una campana a distesa (molto spesso la maggiore, ma non necessariamente) o con 33 rintocchi sulla campana maggiore, per ricordare la passione di Gesù Cristo. Questo segno è sospeso quando una festività o una solennità cade di venerdì.
- L'introduzione dell'usanza di far suonare le campane nelle ore canoniche e durante la celebrazione dell'eucaristia viene attribuita a papa Sabiniano (604-606).
- In Slovenia nella chiesa dell'isola del lago di Bled si trova la cosiddetta campana dei desideri che, secondo la tradizione, farebbe avverare i desideri qualora venisse suonata tre volte.

### Prima (e in sostituzione) delle campane
- Gli antichi Greci erano soliti appendere, all'interno dei loro scudi, alcune campane, perché in battaglia tintinnassero in onore degli dei.
- Nei tre giorni culminanti della Settimana Santa, nelle chiese cristiane cattoliche e anglicane vige l'uso di non suonare le campane (nel rito ambrosiano le campane suonano fino all'annuncio della morte di Nostro Signore durante il Venerdì Santo), che vengono sostituite dai cosiddetti instrumenta tenebrorum, derivanti dai semantron, ossia da tavole di legno ancora oggi usate nella Chiesa cristiana ortodossa e cattolica di rito orientale; vengono detti anche sacrum lignum. Si tratta di tavolette sulle quali sono attaccate delle maniglie in ferro, le quali creano un rumore sordo al loro scuotimento. Sono conosciute anche con i nomi dialettali di "battuelle" in Liguria, "toccaredi" in paesi della provincia di Catanzaro, "battole" in Veneto, "battistàngole" nelle Marche o "trocculi" in Sicilia. In Spagna uno strumento simile è chiamato matraca ed è installato direttamente sul campanile.

### Associazionismo e musei
- Essendo l'Italia caratterizzata da sistemi di suono e di montaggio che variano a seconda dell'area geografica, sono nate diverse società e associazioni di campanari nelle varie regioni d'Italia, per salvaguardare e promuovere questa antichissima arte.
- In Italia sono presenti alcuni musei dedicati all'arte campanaria, spesso nati dalle botteghe dei fabbricanti, ma non solo. Si incontrano dunque un Museo internazionale della campana ad Agnone, in Molise, un Museo Veneto delle Campane[6] a Montegalda in provincia di Vicenza, un piccolo Museo delle campane e degli orologi[7] annesso alla fabbrica di Orologi a Uscio, in provincia di Genova.
- In Europa si trovano il Museo della Campana a Innsbruck, presso la fonderia Grassmayr, e il Museo europeo di arte campanaria a L'Isle-Jourdain (Occitania).

### In letteratura
- Nel poema comico-cavalleresco quattrocentesco di Luigi Pulci Morgante, il gigante Morgante è armato del battaglio di una campana.
- Ne I promessi sposi di Alessandro Manzoni (cap. VII) il suono delle campane e le grida di don Abbondio fanno accorrere la gente del paese dopo il fallito tentativo di rapire Lucia Mondella da parte dei bravi di don Rodrigo. Nel medesimo romanzo, alla fine del capitolo XXI, "uno scampanare a festa lontano" annuncia l'arrivo del cardinale Federigo Borromeo al villaggio e nel contempo segna il risveglio della coscienza dell'Innominato.
- Una campana è l'emblema della casa editrice Edizioni di Comunità, fondata nel 1946 da Adriano Olivetti e fondamentale nell'editoria italiana del dopoguerra; la campana infatti rappresenta il grande progetto ideale di comunità sociale e culturale tracciato da Olivetti.